# Jeep CJ
Los modelos Jeep CJ son una serie de vehículos todoterreno pequeños, pickups compactos con carrocería abierta construidos y vendidos entre 1945 y 1986 a lo largo de varias generaciones sucesivas bajo la marca Jeep. El Jeep Willys de 1945 fue el primer automóvil civil con tracción en las cuatro ruedas producido en masa del mundo.
En 1944, Willys-Overland, uno de los dos principales fabricantes del Jeep militar durante la Segunda Guerra Mundial, construyó los primeros prototipos de una versión comercial: el CJ, abreviatura de "civilian Jeep" (Jeep civil). A partir de ese momento, todos los Jeep CJ mantuvieron un diseño prácticamente igual, con la carrocería y el bastidor separados, ejes vivos rígidos con ballestas tanto en la parte delantera como en la trasera, un diseño de morro cónico con guardabarros acampanados y un parabrisas plegable, y podían conducirse sin puertas. Además, con pocas excepciones, tenían tracción en las cuatro ruedas a tiempo parcial, con la opción de engranajes reductores altos y bajos, y carrocerías abiertas con techos rígidos o blandos que podían desmontarse.
Después de permanecer en producción a través de una larga serie de números de modelo y de varias empresas, la línea Jeep CJ finalizó oficialmente en 1986. Se fabricaron más de 1,5 millones unidades, habiendo mantenido el mismo estilo de carrocería básico durante 45 años, desde que apareció por primera vez. Ampliamente considerado como "el caballo de batalla de Estados Unidos", los CJ han sido descritos como "probablemente el vehículo utilitario más exitoso jamás fabricado". El vicepresidente de American Motors, Joseph Cappy, dijo que el final de la "producción del CJ marcará el final de una era muy importante en la historia de Jeep". El Jeep CJ-7 fue reemplazado en 1987 por el Jeep Wrangler de aspecto similar.
Un modelo similar, el DJ "Dispatcher" se introdujo en 1956 como una versión de dos ruedas tractoras, y con carrocería abierta o cerrada con tela o acero, que se utilizó para el servicio en algunos hoteles, centros turísticos, y servicios policiales. Para el Servicio Postal de los Estados Unidos, se fabricó una versión con el volante a la derecha, que facilitaba la recogida del contenido de los buzones situados en las aceras.

## CJ-1
En 1942, el Departamento de Agricultura de los Estados Unidos ya había probado el MB, y dos años después, en 1944, los aliados confiaban en que ganarían la guerra, por lo que la producción bélica parecía estar disminuyendo. Esto permitió a Willys considerar la conveniencia de diseñar un Jeep para el mercado civil de la posguerra. La documentación es escasa, pero a principios de 1944, Willys parecía haber encontrado tiempo para comenzar a elaborar planos, y uno o dos prototipos denominados CJ(-1), por "Civil Jeep", estaban funcionando en mayo de ese año. Aparentemente, los primeros CJ se crearon mediante una modificación rápida del MB militar, agregando una puerta trasera, relaciones de engranajes más bajas, una barra de seguridad antivuelco y una capota de lona de estilo civil. El primer CJ sirvió como una prueba rápida del concepto y, cuando se materializó una mayor evolución del diseño, probablemente se convirtió en el CJ-1 por defecto. Se fabricaron hasta que aparecieron los CJ-2, y fueron los primeros Jeep construidos desde cero para uso civil.
No ha sobrevivido ningún CJ-1 construido, y se desconoce cuántos se fabricaron.

## CJ-2
Aunque se construyeron al menos 40, el Willys-Overland CJ-2 todavía no estaba disponible para la venta al por menor. Los CJ-2, también conocidos como "AgriJeeps", fueron los prototipos de segunda generación para el primer Jeep civil de producción en serie y se utilizaron únicamente con fines de prueba. Aunque su diseño se basó directamente en el Willys MB militar, utilizando el mismo motor Willys Go Devil, no solo se les despojó de todas las características militares, en particular de la iluminación delantera con los faros deprimidos, sino que los CJ-2 también tenían muchas diferencias significativas en las características y en la construcción de la carrocería en comparación con el modelo del ejército. Tenían portón trasero, tomas de fuerza mecánicas, regulador del motor (28,65 dólares), transmisión manual T90 con cambio en la columna del volante, engranajes 5.38 Dana (de corona dentada y piñón abierto), cajas de transferencia de baja relación 2.43:1 y soportes para herramientas en el lado del conductor. Los huecos de las ruedas traseras se rediseñaron para que los asientos pudieran ampliarse, mejorarse y moverse hacia atrás, y se probaron nuevos diseños de los techos más herméticos. Una media capota de lona con puertas enrollables fue uno de los varios diseños probados antes de la iniciarse la producción en seria. El motor CJ-2 Go-Devil con culata en L era en gran medida el mismo que el utilizado en el Jeep de guerra, pero usaba un carburador y un sistema de encendido diferentes.
Las últimas unidades de estos primeros CJ-2 llevaban el rótulo "JEEP" estampado en la chapa, y se pintaron en algunos colores civiles, que sería sustituido por el rótulo "WILLYS" y la gama de colores iniciales en los CJ-2A posteriores producidos en serie a partir de 1945. La rueda de repuesto se montó delante de la rueda trasera del lado del pasajero en los modelos anteriores y detrás de la rueda trasera en los modelos posteriores. Los CJ-2 probablemente se distribuyeron a "estaciones agrícolas" con fines de evaluación.
De los 40–45 CJ-2 fabricados, los números de serie CJ2-03, CJ2-04, CJ2-06 (X30), CJ2-09 (X33), CJ2-11, CJ2-12, CJ2-14, CJ2-16, CJ2-26, CJ2-29, CJ2-32 (X56), CJ2-37 (X61) y CJ2-38 (X62) han sobrevivido, aunque algunos en muy mal estado. Se han restaurado el CJ2-06 y el CJ2-09.

## CJ-2A

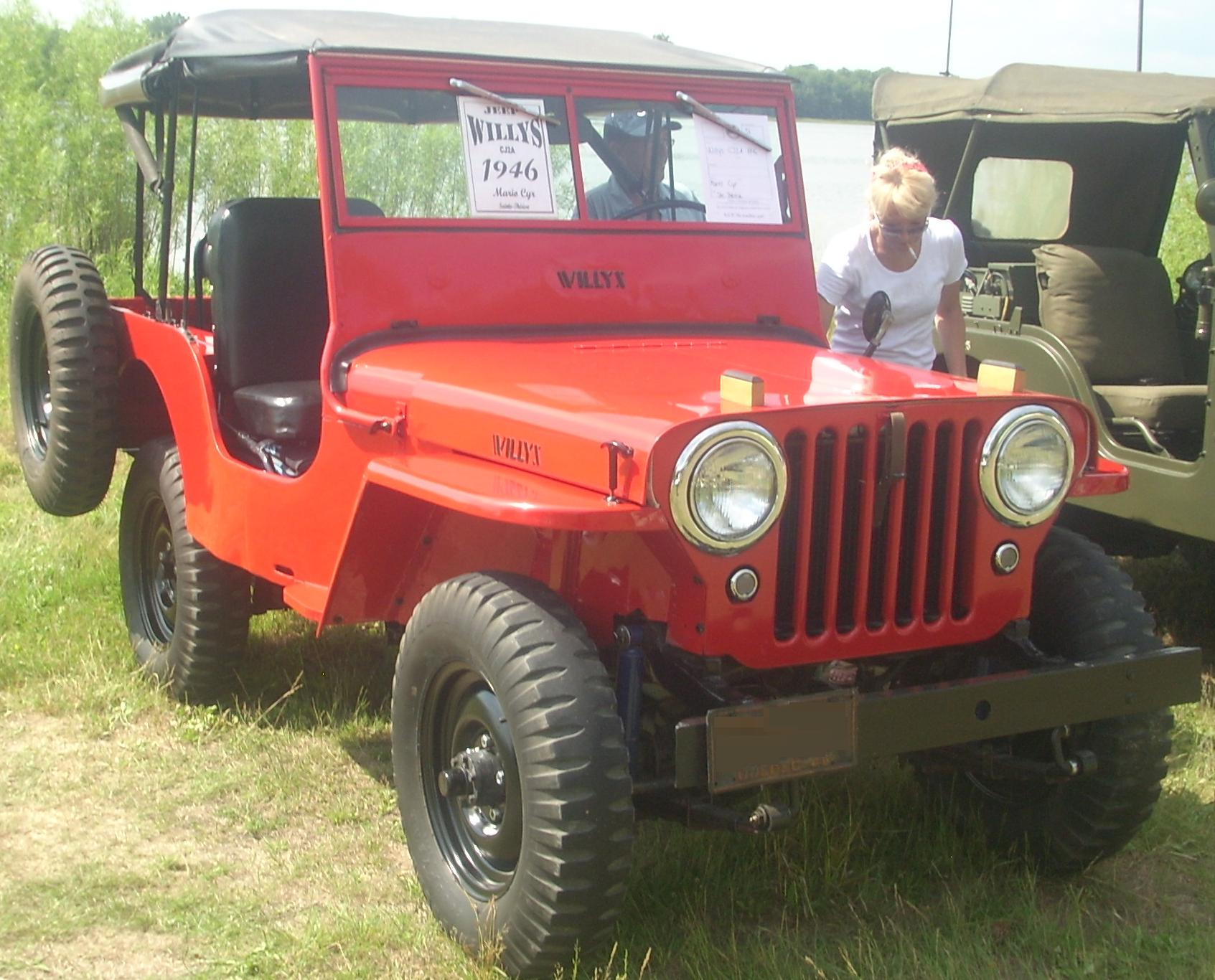
Jeep CJ de 1946

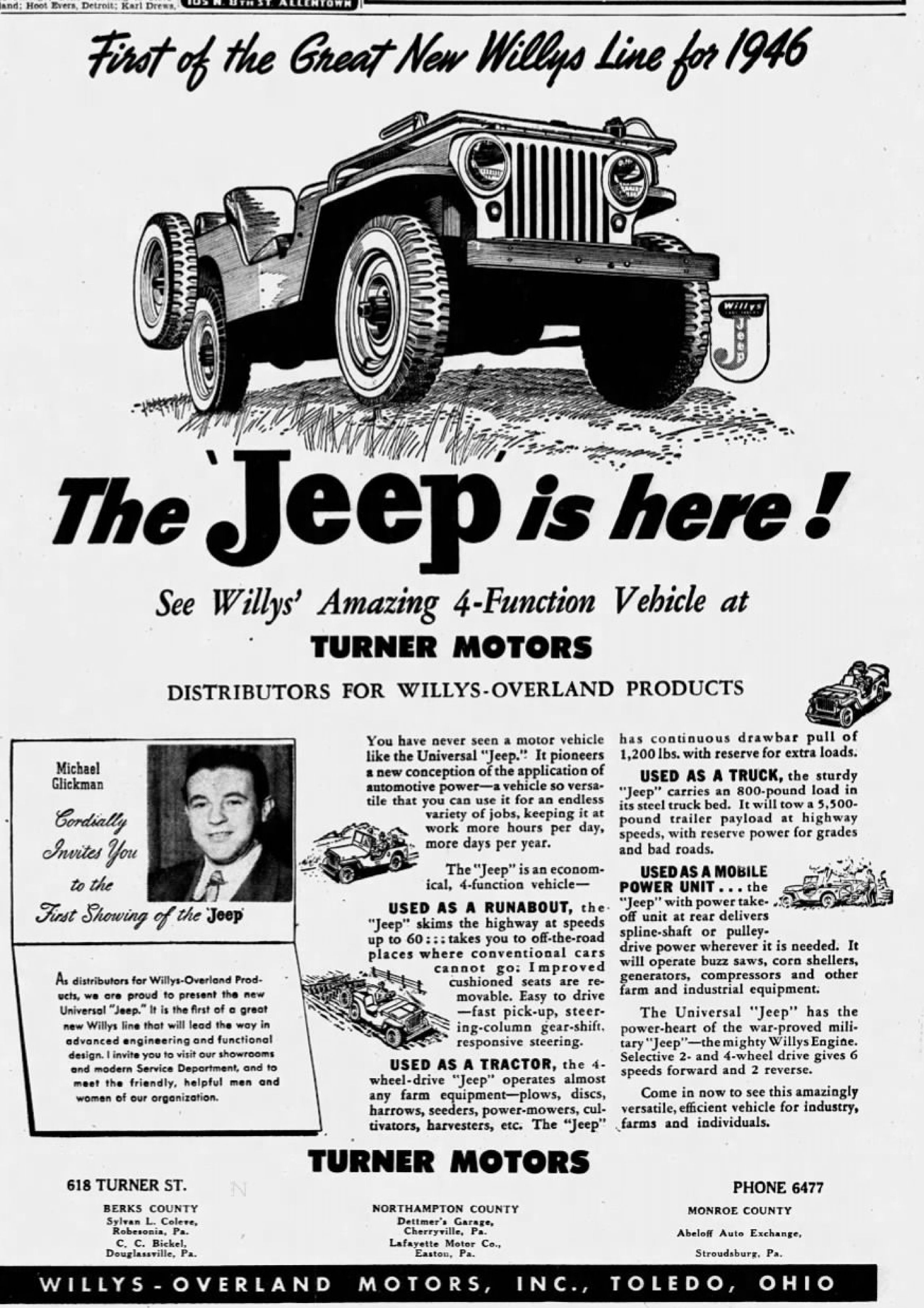
El anuncio de 1946 mostraba el "Universal Jeep", sin mencionar todavía el código de tipo CJ-2A

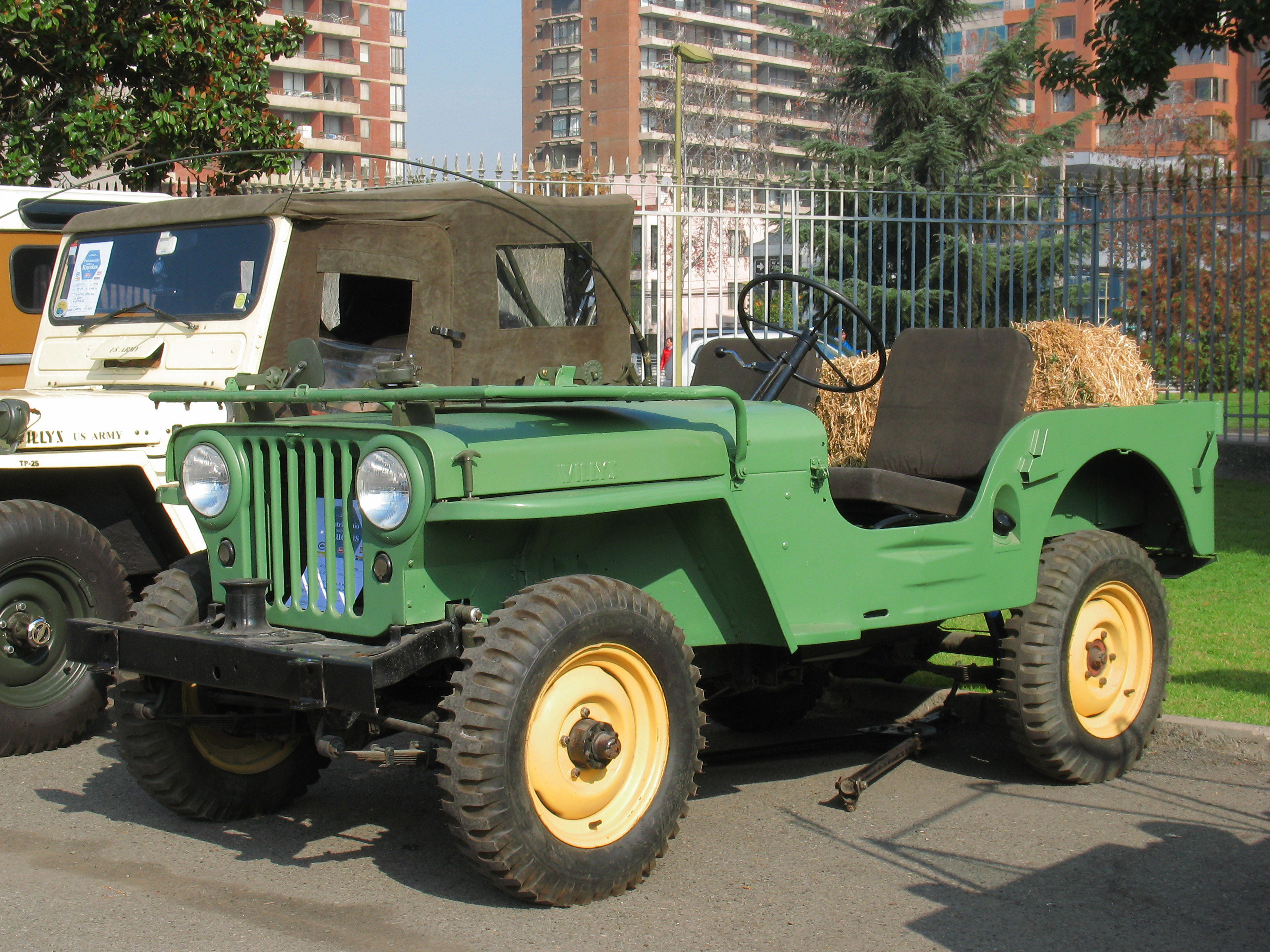
Pasto verde con ruedas Amarillo otoño fue una de las dos primeras opciones de color originales

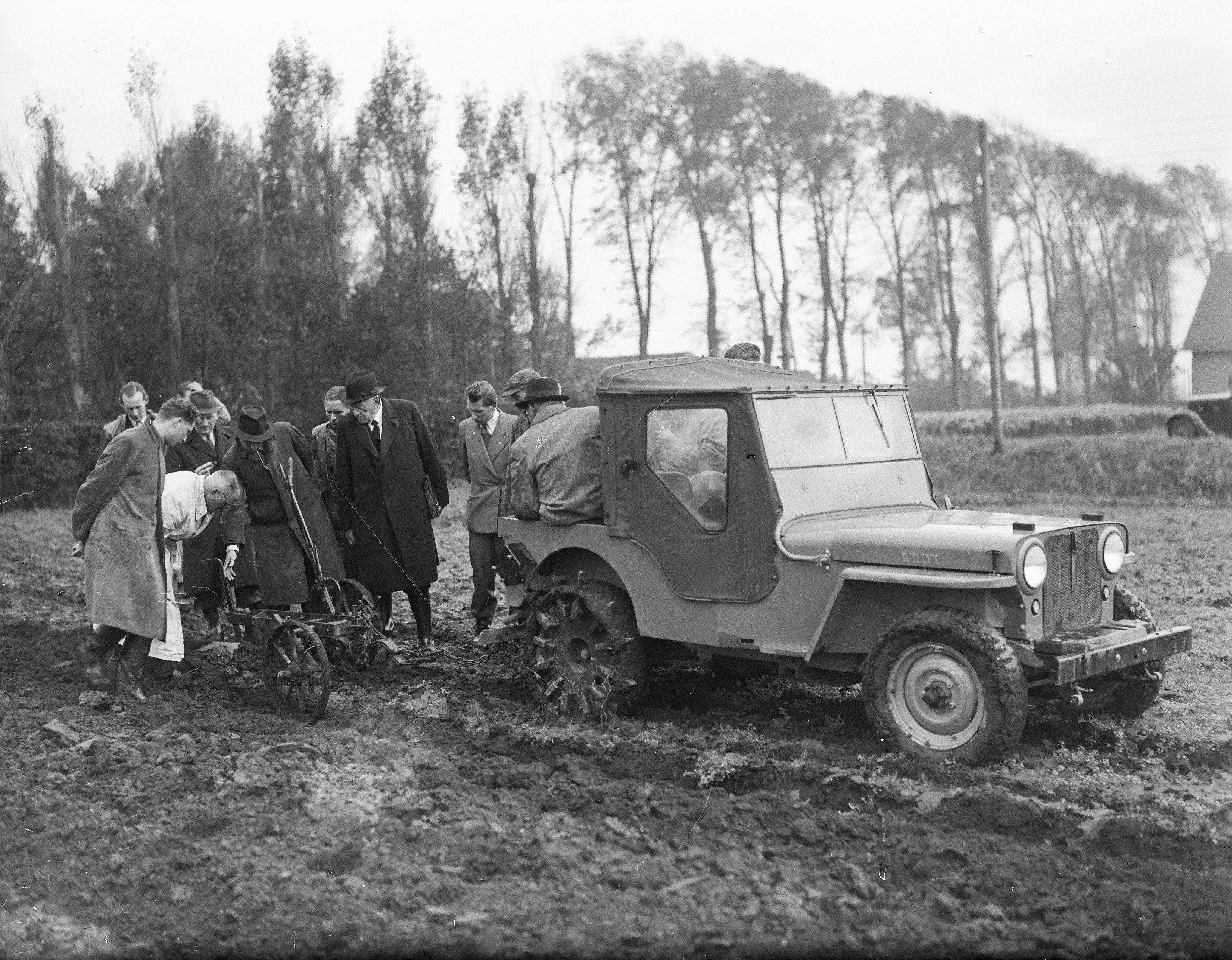
Demostración de Jeep para la agricultura y la industria – Países Bajos, 1946

Las lecciones aprendidas con el CJ-2 llevaron al desarrollo del primer CJ de producción completa, el Willys-Overland CJ-2A de 1945-1949, o Universal Jeep. En diciembre de 1944 se concedió una marca comercial para el nombre "AGRIJEEP", pero no se utilizó. El CJ-2A se parecía mucho a un MB civilizado, con un portón trasero y una rueda de repuesto montada lateralmente. Una clara diferencia entre el MB y el CJ-2A radicaba en las rejillas de los dos vehículos. Donde el MB tenía faros empotrados y una calandra con nueve ranuras, el CJ-2A tenía faros más grandes y ligeramente abultados, montados al ras en una rejilla de siete ranuras. Aunque todavía funcionaba con el fiable motor L-134 Go-Devil, el CJ-2A reemplazó la transmisión T-84 del MB con una T-90 más robusta, de tres velocidades.
La producción del CJ-2A comenzó el 17 de julio de 1945, compartiendo el tiempo de producción con el MB: se produjeron aproximadamente 9000 MB más hasta septiembre de 1945. Muchos de los primeros CJ-2A se produjeron utilizando las existencias restantes de los componentes del Jeep militar, como los bloques del motor y, en algunos casos, chasis modificados. Hasta el número de serie 13453, se instaló el eje trasero completamente flotante estilo MB. Una vez que se agotaron, el CJ recibió un modelo Dana/Spicer 41 más fuerte. A veces, el uso de piezas del MB se debió a huelgas de proveedores, como Autolite. Dado que Willys producía pocas piezas internamente y dependía en gran medida de los proveedores, era vulnerable a las huelgas. Desafortunadamente para la compañía, las huelgas fueron comunes después de la guerra y esto probablemente contribuyó a los bajos totales de producción en 1945 y principios de 1946.
Dado que el CJ-2A estaba diseñado principalmente para aplicaciones agrícolas, ganaderas e industriales, los CJ-2A estándar solo venían con un asiento del conductor y un espejo del lado del conductor, y había una amplia variedad de opciones disponibles, como: asiento del pasajero delantero, asiento trasero, espejo retrovisor central, capota de lona, toma de fuerza (TDF) delantera, TDF trasera, polea para transmisión por correa, cabrestante, regulador, elevador hidráulico trasero, quitanieves, soldadora, generador, cortacésped, contrapeso del parachoques delantero, resortes reforzados, limpiaparabrisas de vacío doble (los CJ-2A originales estaban equipados con un limpiaparabrisas manual en el lado del pasajero y un limpiaparabrisas de vacío en el lado del conductor), luces traseras dobles (los CJ-2A originales tenían una luz trasera en el lado del conductor y un reflector en el lado del pasajero), radiador para clima cálido, protectores del eje de transmisión, calefactor, escalones laterales y protector de cepillo del radiador.
Los CJ-2A se produjeron en combinaciones de colores vivos que, de alguna manera, simbolizaban la esperanza y la promesa de la América de la posguerra. Fieles a su propósito previsto, las combinaciones también se parecían a las utilizadas por los fabricantes de equipos agrícolas más populares de la época. Desde 1945 hasta mediados de 1946, los CJ-2A solo estaban disponibles en dos combinaciones de colores: Verde pasto con ruedas Amarillo otoño y Bronceado de cosecha con ruedas Rojo puesta de sol. Las combinaciones de colores adicionales añadidas a mediados de 1946 fueron: Negro Princeton con ruedas Rojo Harvard o Rojo puesta de sol, Amarillo Míchigan con ruedas Verde pasto, Rojo puesta de sol o Negro americano, Azul Normandía con ruedas Amarillo otoño o Rojo puesta de sol, y Rojo Harvard con ruedas Amarillo otoño o Negro Americano. Las combinaciones con Verde pasto y Bronceado de cosecha se eliminaron más tarde en 1946. Las combinaciones Rojo Harvard se eliminaron en 1947 y se reemplazaron por Gris piquete con ruedas Rojo Harvard y Rojo Luzón con ruedas Beige universal. En 1948, también se agregaron estas combinaciones de colores: Verde esmeralda con ruedas Beige universal, Gris Potomac con ruedas Rojo Harvard o Negro americano. Para 1949, se eliminaron las combinaciones Gris piquete, Amarillo Míchigan y Azul Normandía. El Verde oliva también estaba disponible para modelos de exportación.
En los primeros CJ-2A, los asientos delanteros estaban cubiertos con vinilo verde oliva. A mediados de 1947, el vinilo Gris pizarra estuvo disponible para ciertas combinaciones de colores. Más tarde, se añadió el Rojo Barcelona a las combinaciones.
Se produjeron un total de 214.760 unidades del CJ-2A. Debido al uso de piezas de producción militar en los primeros CJ-2A y los muchos cambios realizados durante su producción inicial, los restauradores y coleccionistas se refieren a los CJ-2A hasta alrededor del número de serie 34.530 como "Civiles muy tempranos" y desde mediados de 1946 hasta aproximadamente mediados de 1947 como "Civiles primeros". Solo se realizaron cambios menores después de los modelos de mediados de 1947.

## CJ-3A

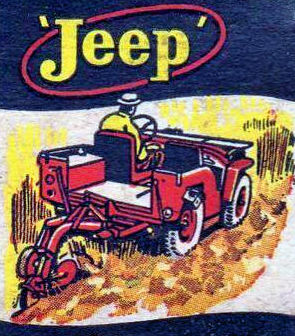
Imagen de un Jeep con accesorio de arado en una caja de cerillas de 1949

El Willys-Overland CJ-3A se introdujo en 1949 y estuvo en producción hasta 1953, cuando fue reemplazado por el CJ-3B. Estaba propulsado por el motor de cuatro cilindros L-134 Go-Devil de Willys que rendía 60 HP (45 kW; 61 CV), con una transmisión T-90 y una caja de transferencia Dana 18, un eje delantero Dana 25 y un eje trasero Dana 41 o 44. Presentaba un parabrisas de una pieza con ventilación y limpiaparabrisas en la parte inferior. El CJ-3A tenía una suspensión reforzada (ballestas de 10 hojas) para acomodar los diversos implementos agrícolas que se estaban construyendo para el vehículo. Otra diferencia fue un paso de rueda trasero más corto (el paso de rueda desde el borde delantero superior hasta la parte trasera de la carrocería era de 32 plg (812,8 mm) en el 3A, en comparación con la distancia de 34 plg (863,6 mm) en el 2A) y poder mover el asiento del conductor hacia atrás. A partir de 1951, se ofreció una versión Farm Jeep y Jeep Tractor; este último era muy básico, solo para su uso en el campo, y presentaba una toma de potencia mecánica mediante una polea que se podía conectar con el motor.
En total, se produjeron 131.843 CJ-3A antes de que terminara la serie en 1953. Mitsubishi ensambló alrededor de 550 de los CJ3-A como J1/J2 a fines de 1952 y a principios de 1953, exclusivamente para la policía japonesa y la agencia forestal.
El jeep militar derivado del CJ-3A fue el Willys MC (o M38), y comenzó a complementar a los todoterrenos Ford y a los Willys MB de la Segunda Guerra Mundial a partir de 1949.

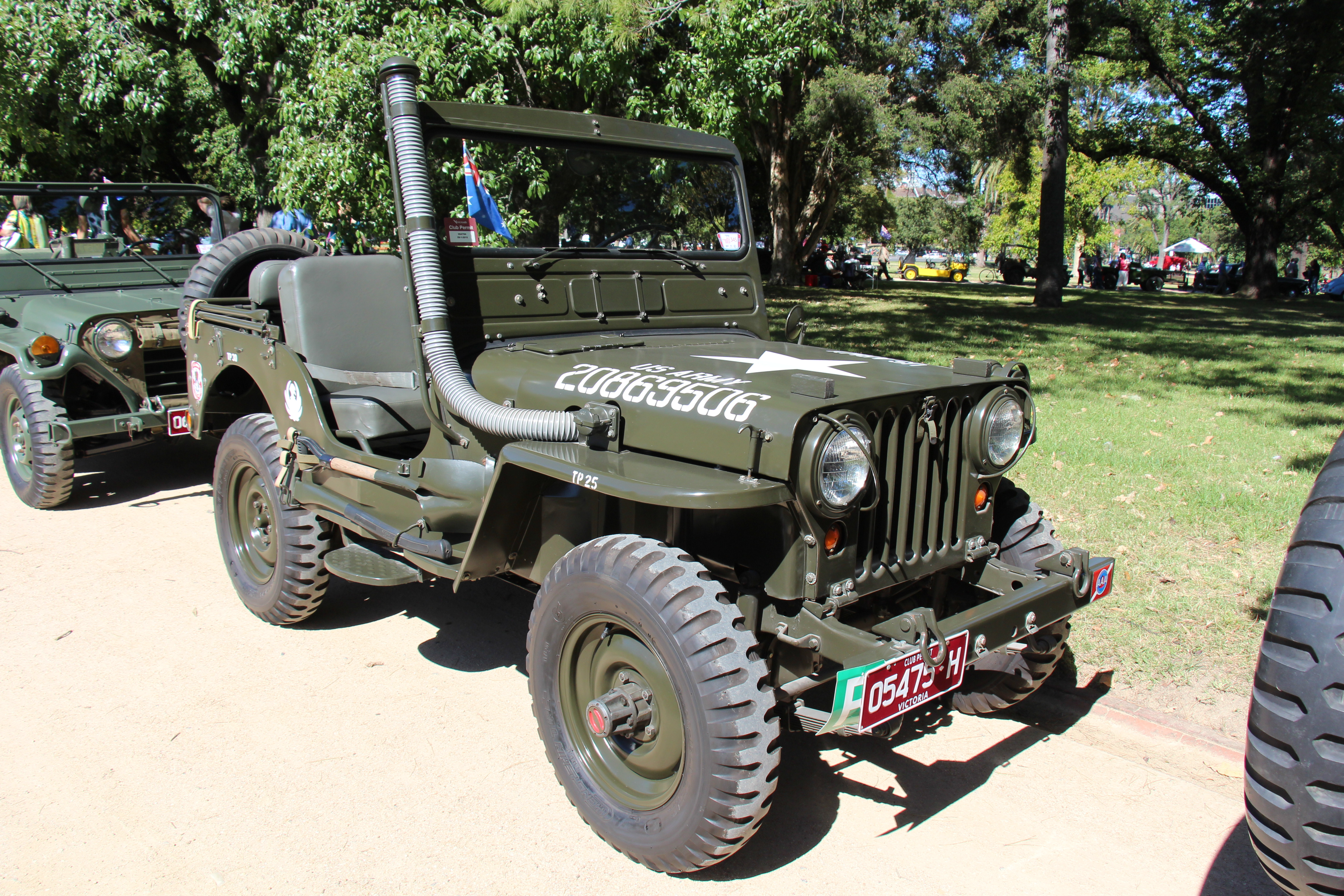
Versión militar del CJ-3A de 1951

## CJ-4
El Willys-Overland CJ-4 o "X-151" solo se construyó como prototipo experimental en 1950 o 1951.
Usaba el nuevo motor Willys Hurricane y tenía una distancia entre ejes de 81 plg (2057 mm). La carrocería del CJ-4 era un diseño intermedio entre el sencillo capó elevado del CJ-3B y el nuevo estilo curvo de la carrocería del CJ-5. El diseño fue rechazado y el vehículo finalmente se vendió a un empleado de la fábrica.
Hay evidencias de que los prototipos derivados llamados CJ-4M y CJ-4MA (XM170) también se han considerado fundadamente como precursores de los Jeeps militares M38A1 y M170 de 1951. Aunque es posible que el prototipo CJ-4M no se haya construido realmente, el prototipo de ambulancia con distancia entre ejes extendida con matrícula "CJ-4MA-01" se pudo localizar en 2005.

## CJ-3B
El Willys CJ-3B reemplazó al CJ-3A en 1953, el mismo año en que Kaiser Motors compró Willys-Overland. La empresa matriz de Kaiser eliminó "Overland" del nombre de la subempresa Willys Motors. El CJ-3B introdujo una parrilla y un capó más altos para disponer de espacio para el nuevo motor Willys Hurricane. Una transmisión manual de cuatro velocidades se volvió opcional en 1963, a un costo adicional de 194 dólares. El radio de giro era de 17,5 pies (5,3 m). Hasta 1968, se produjeron alrededor de 196.000 unidades del CJ-3B, de las que 155.494 se ensamblaron en EE. UU.
El CJ-3B se convirtió en el jeep militar M606 (utilizado principalmente para la exportación, hasta 1968) al equiparlo con opciones para reforzar su mecánica ya disponibles en el mercado, como neumáticos y resortes más grandes, agregando al vehículo focos delanteros empotrados y más pequeños, pintura verde oliva y un enganche para un remolque. Los envíos de la versión militarizada M606 del Jeep CJ-3B, exportados como ayuda militar bajo el "Programa de Asistencia de Defensa Mutua" aprobado por el Gobierno de los Estados Unidos, representaron un porcentaje sustancial de la producción limitada de CJ-3B en la década de 1960.

### Licencias internacionales y derivados
El diseño del CJ-3B también se concedió bajo licencia a varios fabricantes internacionales, que produjeron variantes civiles y militares mucho después de 1968, incluidos Mitsubishi en Japón y Mahindra en la India. La versión de Mitsubishi se construyó desde 1953 hasta 1998, mientras que Mahindra continuó produciendo vehículos basados en el Willys CJ-3B hasta el 1 de octubre de 2010. El CJ-3B también fue construido por Türk Willys Overland en el condado de Tuzla de la ciudad de Kocaeli en Turquía. Fue la primera planta de vehículos todoterreno que se inauguró en Turquía, en 1954. Se produjo bajo la marca Tuzla 1013. El "Mahindra CJ" de Mahindra se produjo en dos versiones: CJ 340 de cuatro plazas y CJ 540 de seis plazas. Ambos estaban equipados con motores de origen Peugeot que rendían 64 HP (48 kW; 65 CV).

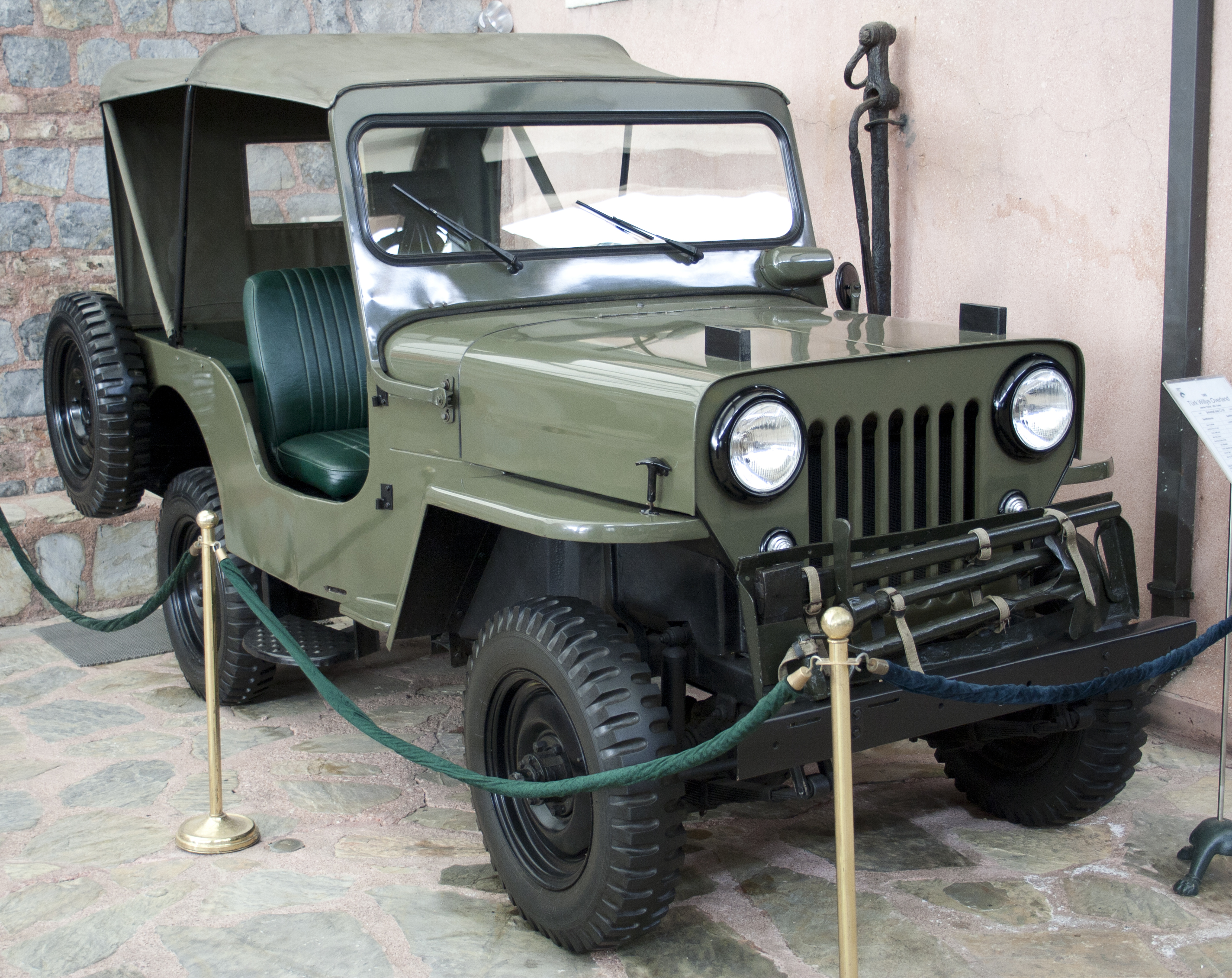
Un Türk Willys Overland CJ-3B de 1963 en exhibición en el Museo de Transporte Rahmi M. Koç, Estambul
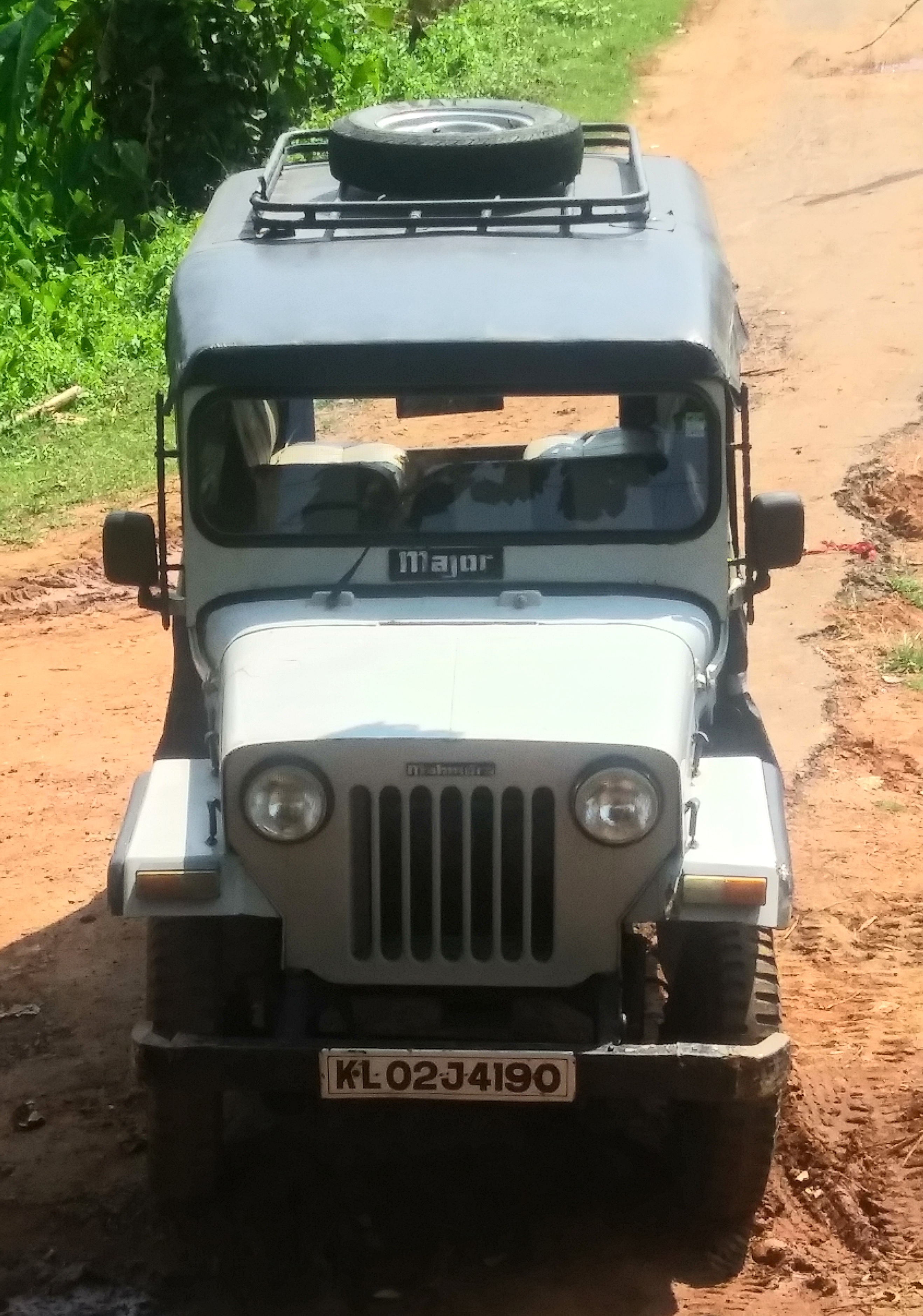
Mahindra CL 550 MDI
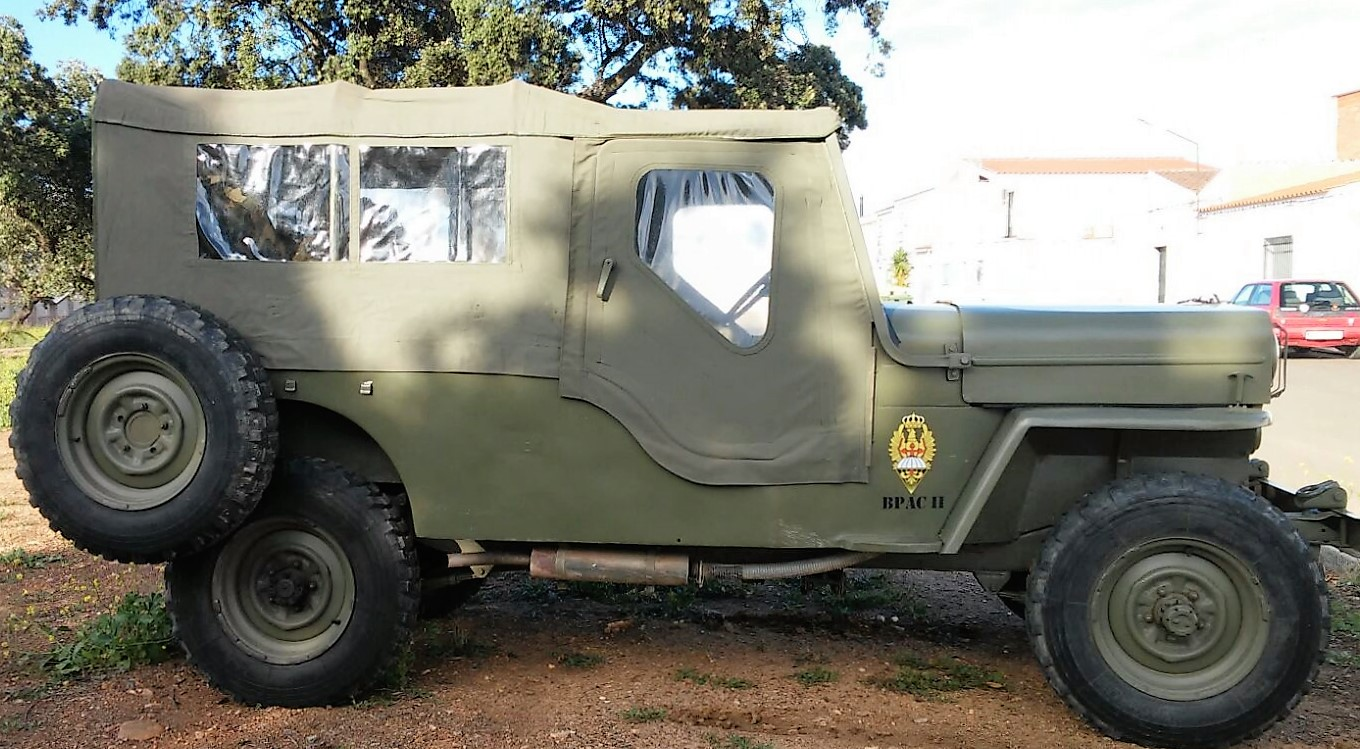
VIASA construyó en España su modelo 'MB-CJ6': un CJ-3B alargado con un motor MB 'Go-Devil'

### Mitsubishi Jeep
El Jeep se introdujo en el mercado japonés como el "Jeep J3" en julio de 1953, después de que Willys aceptara permitir que Mitsubishi comercializara el automóvil, compitiendo con el Nissan Patrol y el Toyota Land Cruiser. El nombre no hacía referencia a "CJ3", sino que denotaba el hecho de que se habían construido 53 "J1" (CJ-3A con equipo eléctrico de 6 voltios) para la Oficina Forestal de Japón y alrededor de 500 "J2" (CJ-3A con equipo eléctrico de 12 voltios) para las Fuerzas Nacionales de Seguridad. Mitsubishi continuó con la producción de vehículos derivados del diseño CJ-3B hasta agosto de 1998, cuando las normas de seguridad y emisiones más estrictas finalmente hicieron que el Jeep quedara obsoleto. En total, se construyeron unas 200.000 unidades en este período de 45 años. Estaban disponibles distancias entre ejes cortas, medianas y largas, así como distintos estilos de carrocería y diversos motores de gasolina y diésel. En Japón, se vendió en una cadena minorista específica llamada Galant Shop. El GSDF japonés se refiere a ellos como Type 73 Light Truck.

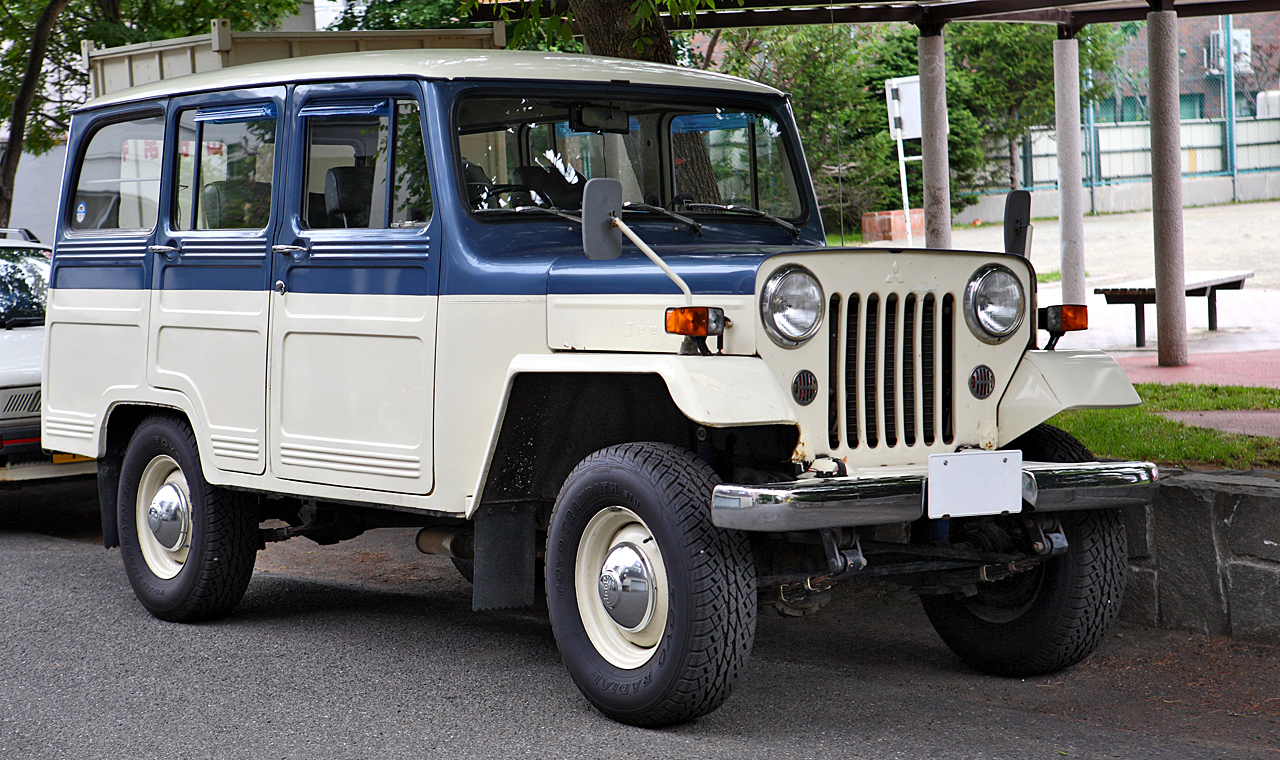
Camioneta de reparto Mitsubishi Jeep J37

El J3 original era una versión básica, sin puertas y sin techo, con dirección a la izquierda, en lugar de a la derecha, a pesar de que Japón tenía tráfico por el lado izquierdo. Las primeras versiones con volante a la derecha no aparecieron hasta casi ocho años después (J3R/J11R). El J3 original y sus derivados estaban equipados con el motor con culata en F "Hurricane" (llamado JH4 por Mitsubishi, un acrónimo de Japanese Hurricane  y 4 cilindros) de 2199 cm³ (2,2 L), originalmente produciendo 70 CV (51 kW; 69 HP) a 4000 rpm. En 1955 se añadió una distancia entre ejes ligeramente más larga en el modelo J10 con capacidad para seis personas, y en 1956 apareció el J11, una "camioneta de reparto" de dos puertas con carrocería totalmente metálica. Esta variante fue considerablemente más larga, con 433 cm (170 plg) frente a 339 cm (133 plg) para el J3.
La producción local del motor JH4 comenzó en 1955. Una versión diésel desarrollada localmente (denominada KE31) se introdujo para el JC3 en 1958, originalmente con 56 CV (41 kW) a 3500 rpm pero con 61 CV (45 kW; 60 HP) a 3600 rpm unos años más tarde. Las versiones posteriores usaban motores diésel de válvulas en cabeza de 2,7 litros 4DR5 y 4DR6 (J23 turbo). La versión militar final del J24A rendía 135 CV a partir de un motor 4DR5 mejorado con un intercambiador de calor aire-aire montado en la parte delantera.
En 1962, la potencia del motor de gasolina JH4 alcanzaba los 76 CV (56 kW; 75 HP). En el momento de la introducción del J20 más largo en 1960, un seis plazas como el J10, pero con un parabrisas delantero de configuración diferente (más permanente), así como puertas de metal disponibles, Mitsubishi también había agregado pequeños faldones diagonales hasta el borde delantero de los guardabarros delanteros del Jeep. Este siguió siendo el último cambio en la chapa delantera hasta el final de la producción de Mitsubishi Jeep en 1998.
Los modelos posteriores incluyeron motores de 2 litros, distancia entre ejes corta, capota blanda J58 (y J54 con motor diésel) y el familiar de gasolina J38 con la distancia entre ejes más larga. La última iteración de los Jeeps japoneses fue el J53 con motor diésel turbo.

## CJ-5
El Willys CJ-5 (denominado Jeep CJ-5 a partir de 1964) fue influido por el nuevo propietario corporativo, Kaiser, y por el Jeep de la Guerra de Corea, el M38A1. Estaba destinado a reemplazar el CJ-3B, pero ese modelo continuó en producción. El CJ-5 repitió este patrón, continuando en producción durante tres décadas mientras aparecían tres modelos más nuevos. "El CJ-5 tiene el distintivo honor de ser un vehículo que fue difícil de matar... igualando la producción más larga en ejecución."

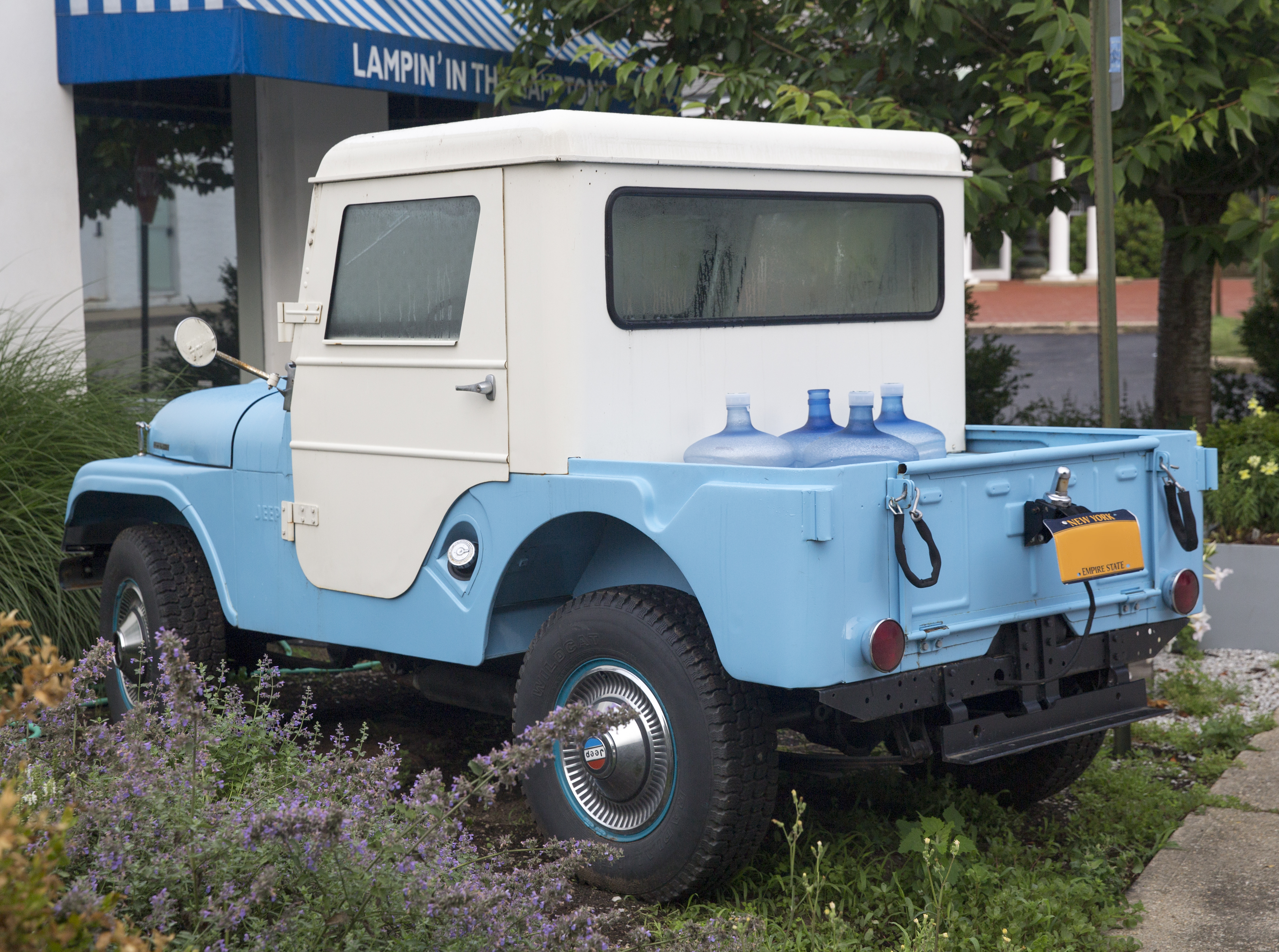
Jeep CJ5-A Tuxedo Park Mark IV de 1965 con media cabina

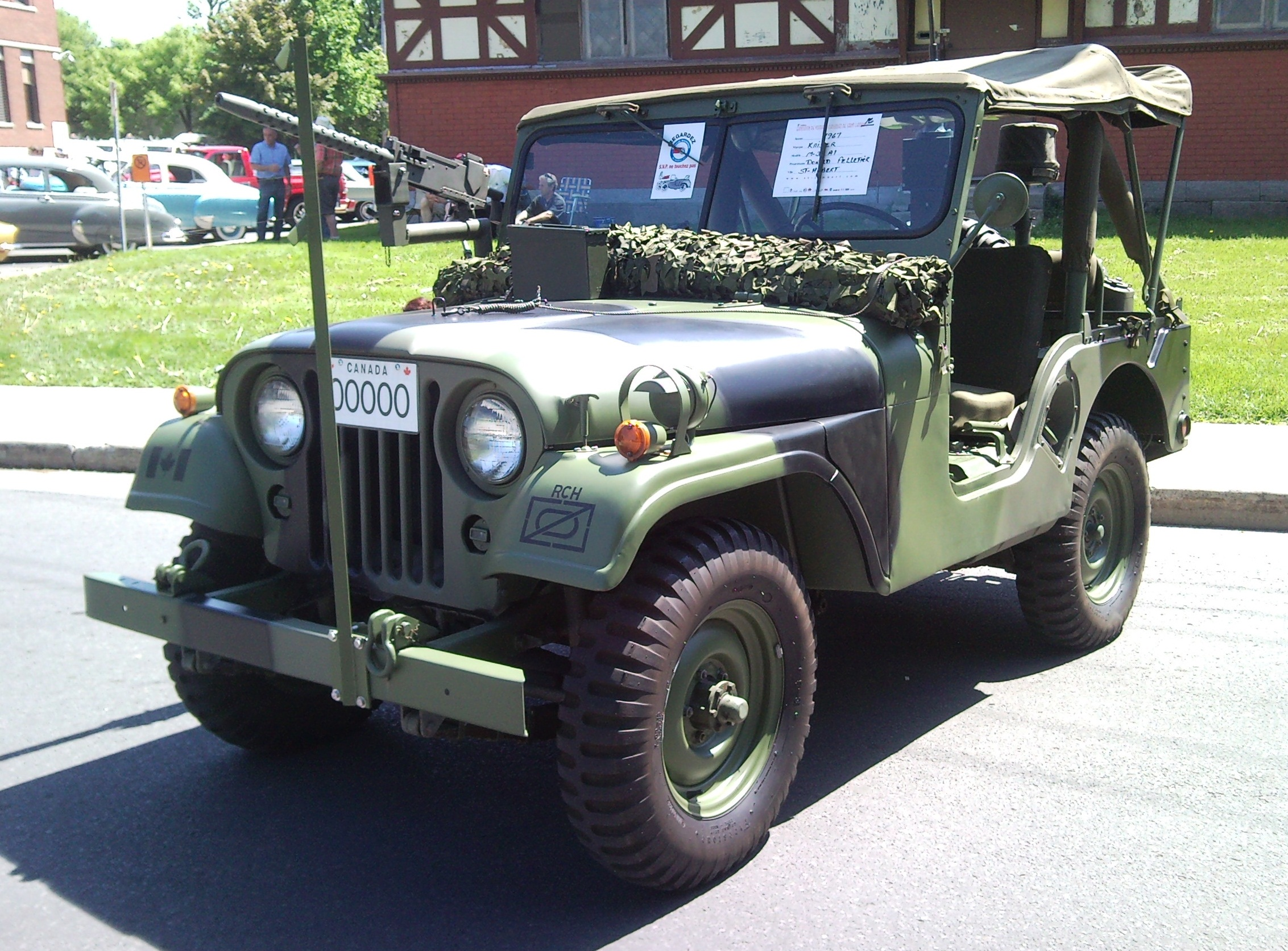
Willys M38A1

De 1961 a 1965, opcional para el CJ-5 y el CJ-6 fue el motor Perkins Diesel I4 de fabricación británica, con una cilindrada de 192 plg³ (3,15 L) y que rendía 62 HP (46 kW) a 3000 rpm y 143 lb/ft (213 kg/m) a 1350 rpm.
En 1965, Kaiser compró la licencia para producir el motor Buick V6 Dauntless de 225 plg³ (3,7 L) y 155 HP (116 kW), para ofrecer una nueva opción al Motor de cuatro cilindros en línea en el CJ-5 y CJ-6, contrarrestando las quejas de que el motor Willys Hurricane de 75 hp tenía poca potencia. La dirección asistida era una opción por un coste de 81 dólares. El motor V6 demostró ser tan popular que, en 1968, alrededor del 75% de los CJ-5 se vendieron con él.

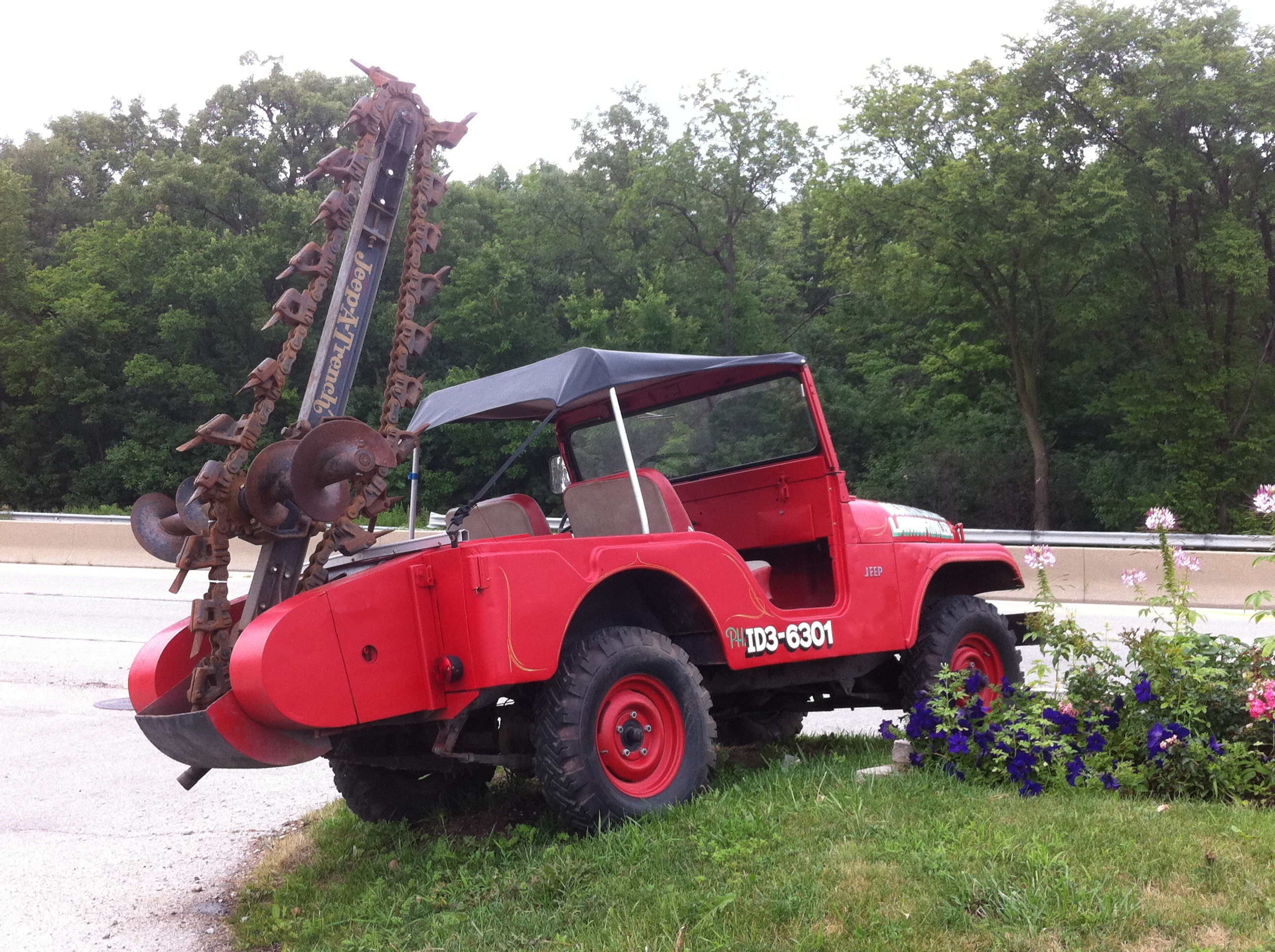
CJ-5 con el accesorio "Jeep-A-Trench" para cavar zanjas

Kaiser Jeep se vendió a American Motors Corporation (AMC) en 1970, y el motor Buick se retiró después del año modelo 1971. La división Buick de GM recompró a principios de la década de 1970 el utillaje para fabricar el motor, que se seguiría utilizando en varios vehículos de GM. El sistema "Trac-Lok" reemplazó al "Power-Lok" en 1971, y las tomas de fuerza mecánicas ya no estaban disponibles después de ese año. AMC comenzó a comercializar el Jeep más como un vehículo deportivo y de recreo, y menos como un vehículo utilitario universal, aumentando notablemente su rendimiento y sus características.
1972 Revamp
El año modelo de 1972 trajo cambios significativos al CJ-5. American Motors comenzó a instalar sus propios motores, lo que también requería cambios tanto en la carrocería como en el chasis. El Willys base de 4 cilindros fue reemplazado por motores Torque Command de 6 cilindros en línea de AMC, lo que le dio al CJ-5 de nivel de entrada la potencia del Buick V6 previamente opcional. El motor de 232 plg³ (3,8 L) se convirtió en el estándar, siendo opcional el motor de 258 plg³ (4,2 L) que era estándar en California. Ambos motores usaban un carburador Carter YF de un barril. También en 1972, el motor Motor AMC V8 de 304 plg³ (5 L) estuvo disponible, lo que mejoró la relación potencia a peso a un nivel comparable al de un muscle car V8. Otros cambios en el tren de transmisión incluyeron un nuevo eje delantero, una transmisión Dana 30 de piñón abierto y completamente flotante, que era 25 libras más ligera y redujo el radio de giro en 6 pies.
Para acomodar los nuevos motores, la distancia entre ejes se alargó en 2,5 plg (64 mm), y los guardabarros y el capó se estiraron en 5 plg (127 mm), empujando el mamparo de separación del motor dos pulgadas hacia atrás. Se instaló un nuevo chasis de escalera, con seis travesaños para darle mayor rigidez. Además, se montó un tanque de combustible más grande, desplazándolo desde debajo del asiento del conductor hasta debajo de la parte trasera, entre los rieles del bastidor.
Una radio instalada por el concesionario estuvo disponible en 1973, el aire acondicionado estuvo disponible a través del concesionario en 1975. La distribución electrónica sin interruptores reemplazó a la distribución mecánica Delco para toda la gama de motores, y se agregó un convertidor catalítico a los modelos equipados con el motor V8 de 304 pulgadas cúbicas (5 L).
En 1975, para el año modelo de 1976, la carrocería y el chasis se modificaron con respecto a las versiones anteriores. El bastidor pasó de ser un marco de canal/caja parcialmente abierto con travesaños remachados, a utilizar mayoritariamente perfiles cerrados con travesaños soldados, y de disponer de largueros paralelos a ensancharse de adelante hacia atrás para beneficiar la estabilidad. El habitáculo se volvió más redondeado, y el marco y el ángulo del parabrisas también se cambiaron, lo que significaba que las capotas de 1955 a 1975 no encajan en un CJ-5 de 1976-1983 y viceversa. El eje trasero también se cambió en 1976 de un Dana 44 a un modelo 20 fabricado por AMC, que tenía una corona dentada de mayor diámetro, pero usaba un conjunto de eje/cubo de dos piezas en lugar del diseño de una pieza usado en el Dana.
Para 1977, el bastidor se modificó nuevamente a una unidad completamente en caja. Los frenos de disco eléctricos y el paquete "Golden Eagle" (que incluía un tacómetro y un reloj) eran opciones nuevas, así como el aire acondicionado.
En 1979, el motor estándar se convirtió en el 258 plg³ (4,2 L) I6, que incorporaba un carburador Carter de dos cuerpos.
De 1980 a 1983, el CJ-5 vino de serie con una versión de la marca "Hurricane" del GM Iron Duke I4 de GM, con una transmisión manual de cuatro velocidades de relación cerrada SR4. El motor AMC de seis cilindros en línea y 258 plg³ (4,2 L) permaneció disponible como opción, pero la transmisión se cambió de la Tremec T-150 de tres velocidades a una Tremec T-176 de relación cerrada de cuatro velocidades. Se retuvo el eje delantero del Dana 30, pero los cubos de bloqueo se cambiaron a un patrón de retención de cinco pernos en comparación con el anterior de seis pernos.
La desaparición del modelo AMC CJ5 se ha atribuido a una información hecha pública en diciembre de 1980 por el IIHS, que había realizado una demostración para ilustrar que el CJ5 podía volcarse "en circunstancias de carretera de rutina a velocidades relativamente bajas". Años más tarde, se reveló que los probadores solo lograron volcar el vehículo en 8 de las 435 pruebas realizadas en un giro cerrado. El IIHS solicitó a los probadores que dispusieran la "carga del vehículo" (pesos colgantes en las esquinas del vehículo dentro de la carrocería, donde no eran evidentes para la cámara) para generar las peores condiciones de estabilidad.

### Versiones especiales CJ-5

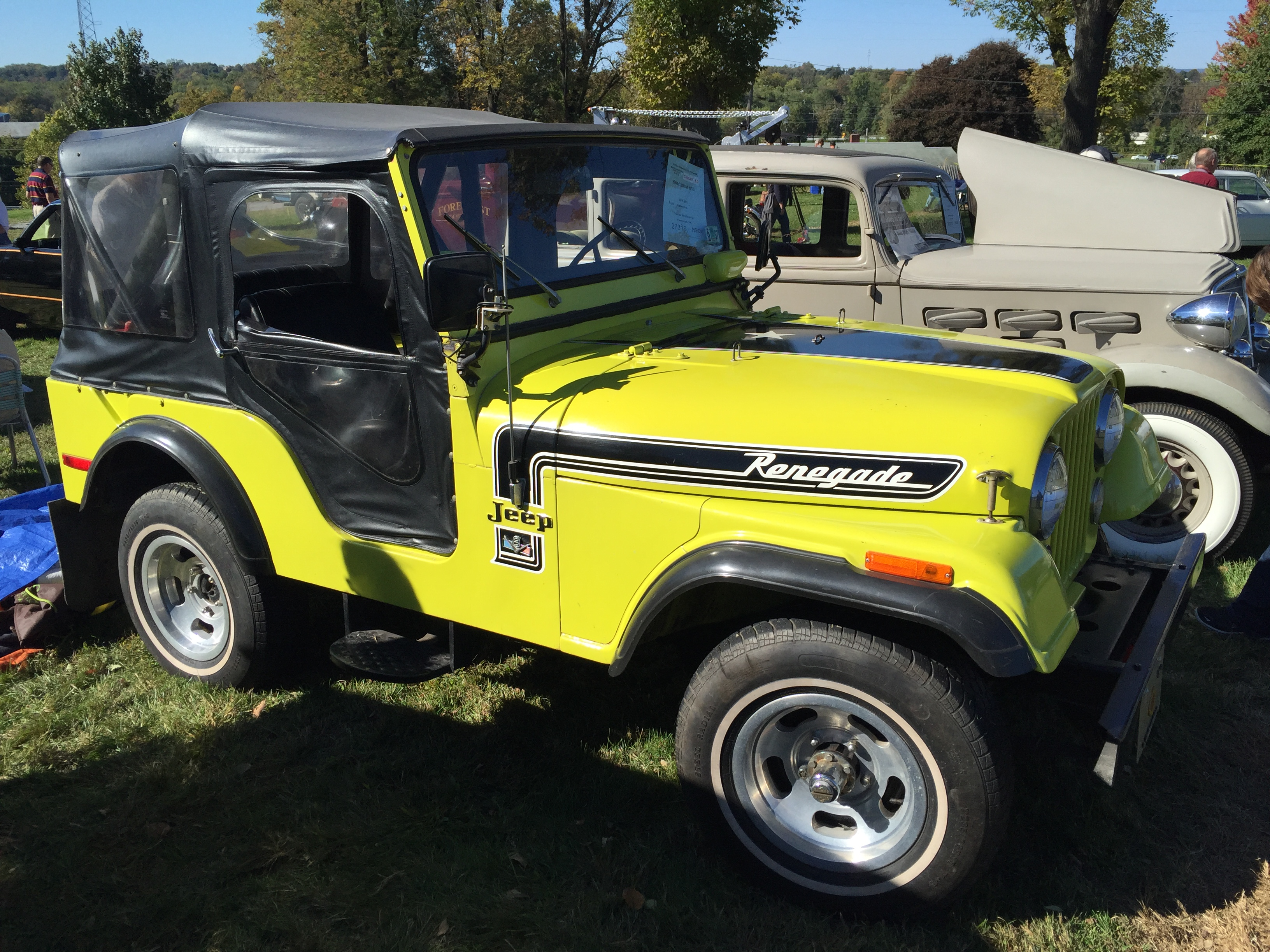
Jeep CJ-5 Renegade de 1974

- 1961 Tuxedo Park
- 1962 Tuxedo Park Mark II
- 1963 Tuxedo Park Mark III
- 1965 Tuxedo Park Mark IV

Los primeros modelos del Tuxedo Park tenían líneas finas, diseñadas para hacer que el CJ fuera "más cómodo y atractivo para el público en general". Sin embargo, el Tuxedo Park Mark IV fue reclamado como un modelo separado de la otra serie CJ (marcada en 1965 como "Universal"), con más diferencias que los modelos anteriores. Se convirtió en un intento de romper el mercado masivo; era, según Jeep, "una nueva idea en coches deportivos... el coche más deportivo y FUNCIONAL en la escena automotriz". Se le agregaron los parachoques cromados estándar del CJ, pestillos del capó, tapa de gasolina, espejo y moldura de la luz trasera. Había dos distancias entre ejes, 81 plg (2057 mm) y 101 plg (2565 mm), con una gran variedad de colores de asientos y techos convertibles, y asientos delanteros individuales tapizados en "vinilo de grano de becerro británico plisado". Las ventas de este modelo, introducido en 1965, fueron bajas.
- 1969-1970 Camper

Desde 1969, Kaiser-Jeep ofreció una caravana para el CJ-5 como opción de fábrica, pero también disponible por separado, ya que cabría en cualquier CJ-5 fabricado desde 1955. La caravana montada en la "cama" del CJ-5, se extendía mucho más allá de la parte trasera del automóvil y tenía otro eje propio, que soportaba la mayor parte del peso. También se extendía por encima de los asientos delanteros de un CJ-5, que es donde se ubicaba el dormitorio principal. Cuando AMC compró Kaiser-Jeep en 1970, terminaron con la opción del Camper Jeep. Con solo 336 unidades producidas, el Jeep Camper es uno de los modelos comerciales de caravana más raros de la historia.
- 1969 462

El Universal de 1969 ofreció un paquete de alto rendimiento denominado "462". Era un modelo de producción limitada que presentaba el motor V6, asientos delanteros individuales y un banco corrido trasero, barra antivuelco, chasis y resortes reforzados, diferencial con bloqueo, placa protectora del cárter de aceite, porta llantas trasero basculante, tapacubos, amperímetros y manómetros de aceite. Las viseras acolchadas eran opcionales.
- 1970 Renegade I

Los modelos "Renegade I" de 1970 continuaron con las características del paquete "462", junto con franjas especiales en el capó y colores limitados. La producción del Renegade I para 1970 se estima entre 250 y 500 unidades equipadas con todas las mejoras de rendimiento anteriores junto con una simple franja negra a los lados del capó, nuevas ruedas con bandas blancas de carretera de 8 pulgadas de ancho con neumáticos G70x15, y se ofrecía en solo dos colores vivos: Ciruela salvaje y Verde menta. Debe tenerse en cuenta que es posible que se hayan fabricado unidades con otros colores, incluido un amarillo pálido producido en octubre de 1969.
- 1971 Renegade II

El "Renegade II" de 1971 continuó con las características del año anterior, con llantas de carretera de aleación brillante (reemplazando las unidades de acero pintadas), la adición de una raya negra en el centro del capó y nuevas selecciones de colores: alrededor de 200 fueron pintados con "Amarillo Baja, 200 Verde menta, 50 Naranja Riverside y 150 acabados en Naranja Big Bad, la misma pintura que estaba disponible en los AMC AMX y Javelin "Big Bad". Los estudios de diseño de AMC propusieron un esquema de franjas para un modelo Renegade III para el año modelo de 1972, pero debido a su popularidad, el Renegade se convirtió en una opción de paquete de apariencia de producción regular.
- 1972-1983 Renegade

El "Renegade" de 1972 estuvo disponible desde 1972 hasta 1983 con motor AMC V8 de 304 plg³ (5 L), llantas de aleación y un diferencial de deslizamiento limitado Trac-Lok.

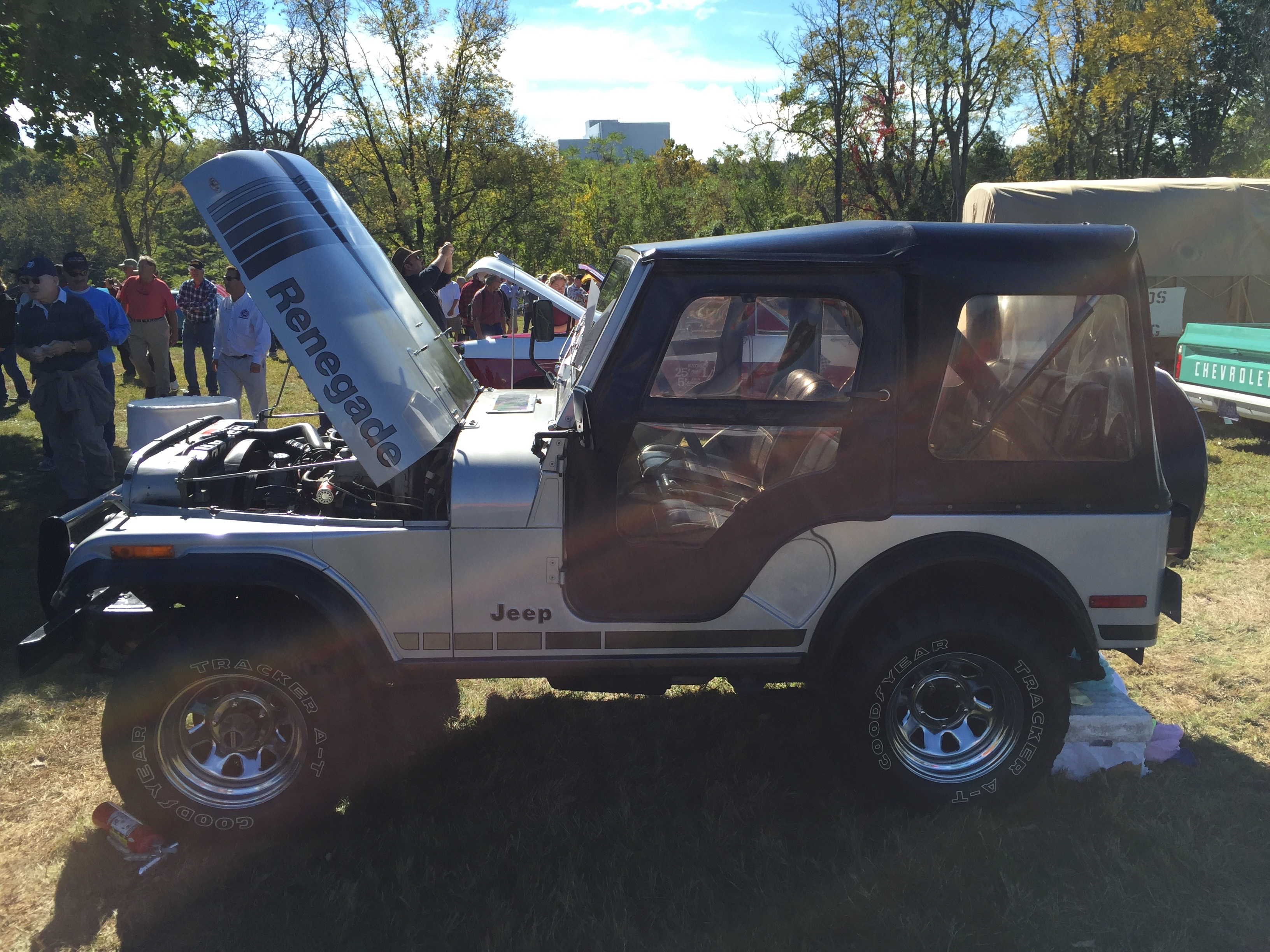
Edición Jeep CJ Aniversario de Plata de 1979, con el morro alargado en comparación con los modelos anteriores a 1972

- 1973 Super Jeep

Producido solo en 1973, el Super Jeep fue un paquete de apariencia creado debido a la escasez de ruedas de aluminio necesarias para las versiones CJ-5 Renegade. Solo se construyeron unos pocos cientos.
- 1977-1983 Águila Dorada

De 1977 a 1983, el paquete Golden Eagle vino con una opción de techo blando o techo rígido, frenos de disco eléctricos, dirección asistida, tacómetro, motor V8 de 304 pulgadas cúbicas (4981,7 cm³), aire acondicionado, escalones laterales y calcomanías Golden Eagle.
- 1979 Aniversario de Plata[68]

La edición Silver Anniversary de 1979 fue una versión de edición limitada (1000 unidades) del modelo Renegade comercializado para celebrar los 25 años del CJ-5. Sus características incluyeron una pintura metálica especial "Quick Silver", franjas decorativas de color negro y plateado, calcomanías especiales de Renegade en los costados del capó, techo blando negro, cubierta especial de la rueda de repuesto, asientos individuales de vinilo negro y una placa en el tablero que indica la producción del CJ desde 1954 a 1979.
- 1980 Golden Hawk: un paquete de adhesivos exclusivo de 1980 para los CJ-5, CJ-7 y Cherokee.
- 1980-1983 Laredo

### Australia
En Australia se produjo una variante única del CJ5/CJ6 en cantidades limitadas. En 1965, cuando el CJ recibió el nuevo motor Buick V6, Jeep vio la necesidad de algo similar en Australia. Entonces, comenzaron a instalarles motores Falcon de 6 cilindros en su fábrica de Rocklea en Queensland. El Jeep estaba equipado con un motor, sistema de pedales y sistema de embrague/freno correspondiente al Falcon equivalente en ese momento; un CJ5 de 1965 estaría equipado con componentes de embrague/motor Falcon de 1965. Los Jeep Combat 6 también estaban equipados con diferenciales australianos BorgWarner y cajas de cambios de la misma marca. Queda muy poca documentación sobre estos Jeeps, y a menudo la única forma de identificarlos de manera concluyente es mediante el historial en manos del propietario.

### Brasil

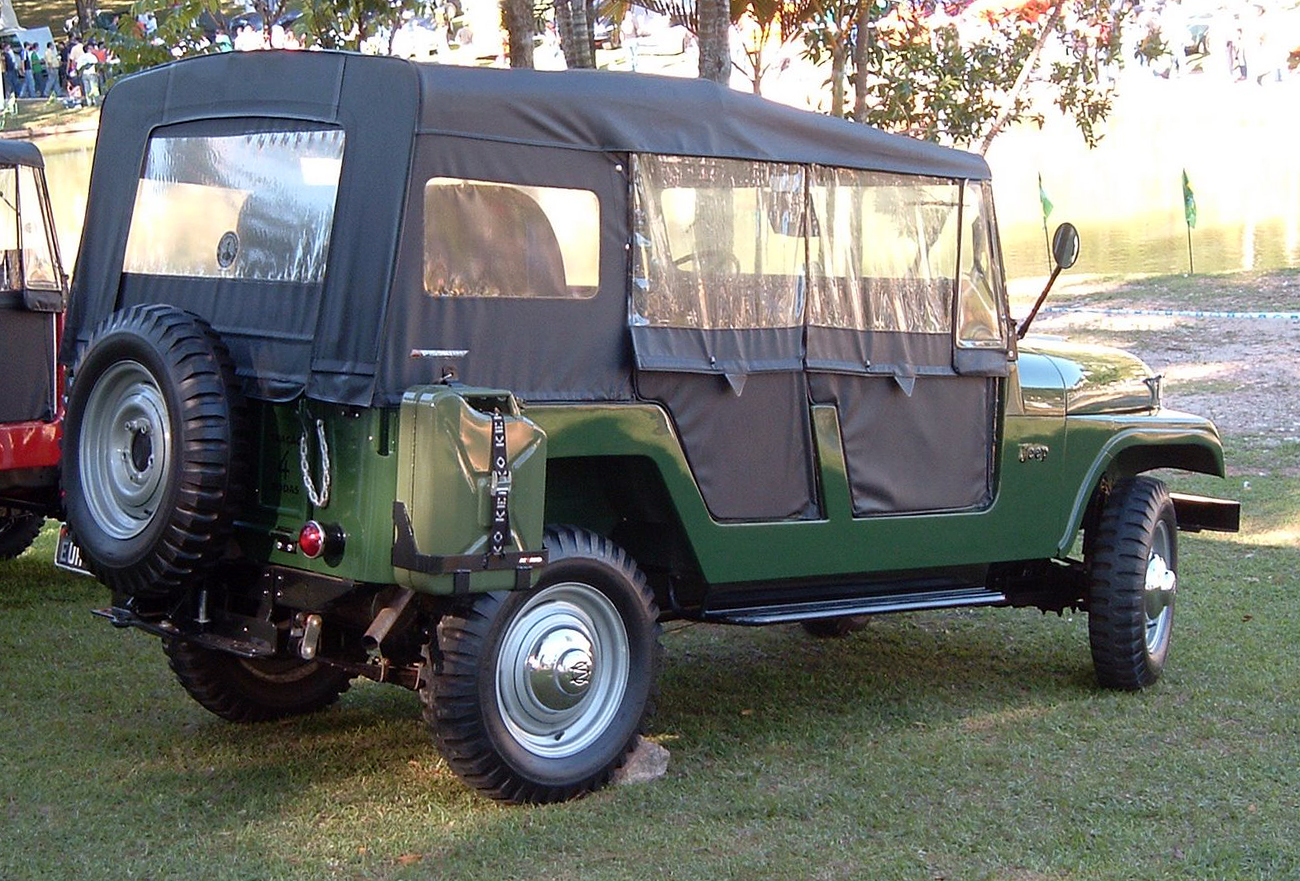
Jeep Willys 101 de 4 puertas de 1961 (también conocido como "Bernardao")

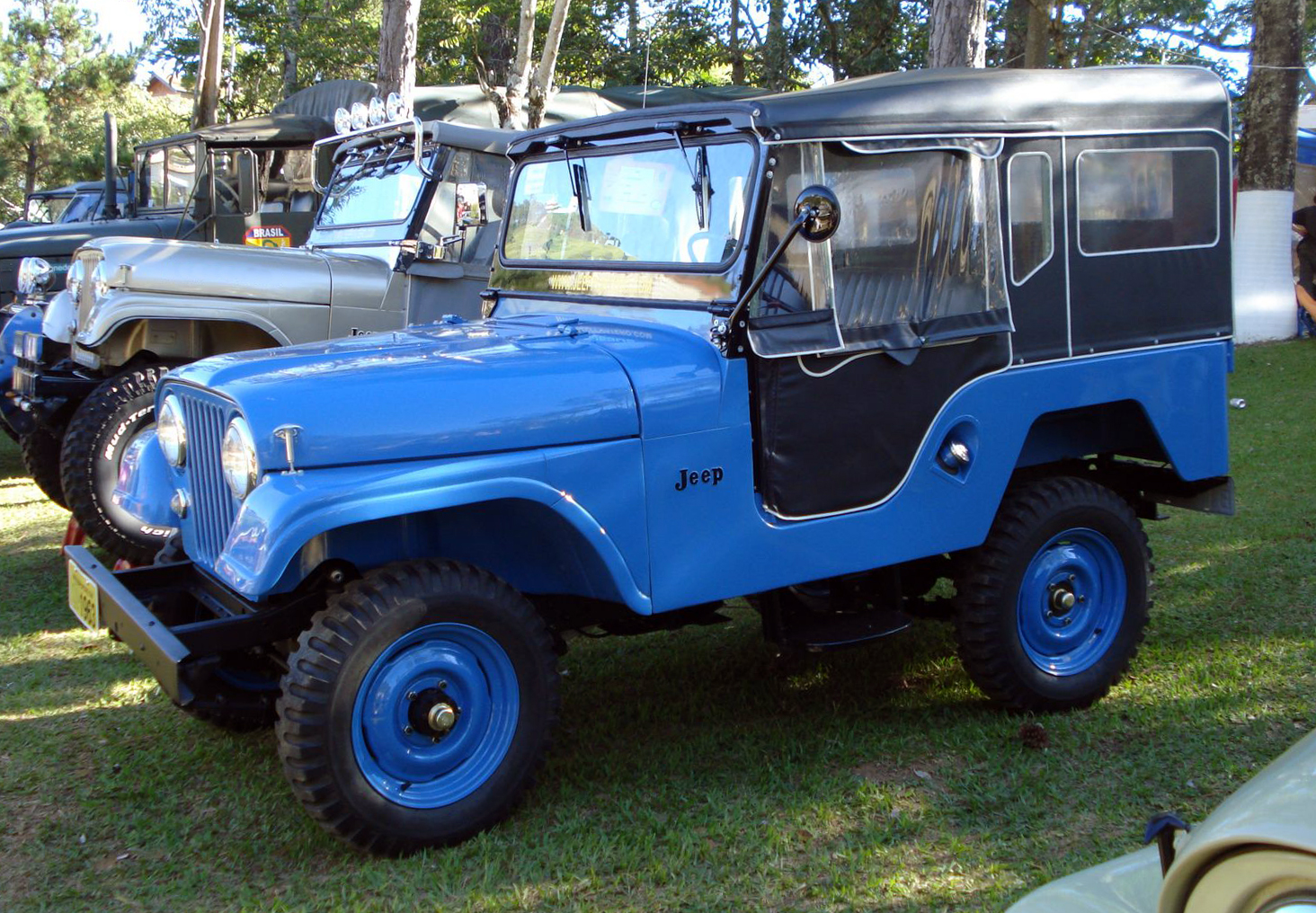
CJ-5 de 1963 construido en Brasil

Mientras que la mayoría de los ensambladores extranjeros se concentraron en el CJ-3B, Brasil recibió el CJ-5 en su lugar. Después de haber cerrado su mercado a los automóviles importados en 1954, el ensamblaje del "Willys Jeep Universal" (como se le conocía en Brasil) a partir de kits de montaje comenzó en 1957. Para 1958, la producción dependía de componentes de origen local, con los vehículos equipados con un motor de 2,6 litros I6 y 90 HP (67 kW) (también utilizado por Willys do Brasil para turismos). Los Universal venían con una transmisión manual de tres velocidades. Los vehículos fabricados en Brasil se reconocen fácilmente por las aberturas de las ruedas traseras cuadradas. En 1961, se agregó a la línea una versión de batalla larga, similar al CJ-6. Llamado "Willys Jeep 101", compartía el chasis del Rural local, un Willys Jeep Station Wagon rediseñado. Al igual que los CJ5 de fabricación brasileña, el 101 tenía aberturas cuadradas para las ruedas traseras. Esta versión se introdujo en 1961, pero no se mantuvo después de la adquisición por parte de Ford en el otoño de 1967.
El 9 de octubre de 1967, Ford do Brasil compró la subsidiaria brasileña de Willys y se hizo cargo de la producción del CJ-5, el " Willys Jeep Station Wagon" basado en Rural y su versión de camioneta. Ford mantuvo la línea sin modificaciones a excepción de algunas insignias de Ford en los costados y en la puerta trasera. En 1976, Ford equipó el CJ-5 y el Rural con la versión local del motor 2.3-L OHC de cuatro cilindros usado en el Ford Pinto (también usado en el Maverick brasileño) y una transmisión manual de cuatro velocidades. Este motor rendía 91 CV (67 kW; 90 HP) (SAE) a 5000 rpm. En 1980, el motor se modificó para funcionar con etanol (E100); esta opción duró hasta 1983, cuando Ford puso fin a la producción del CJ-5 en Brasil.

## CJ-6

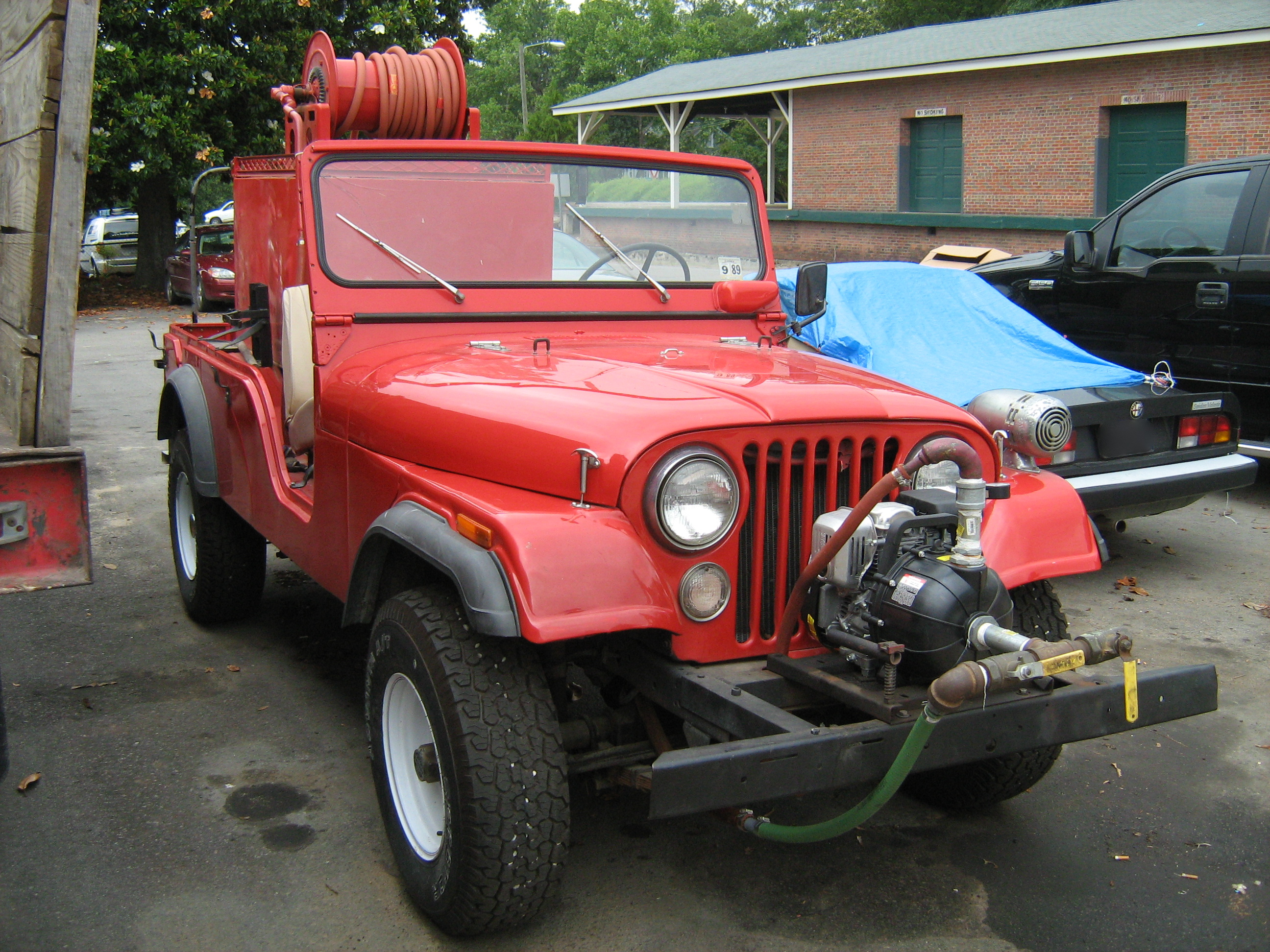
CJ-6. Lado derecho que muestra una abertura más pequeña similar a otros modelos CJ y más corta que en el M170

Introducido en 1953 como la versión militar denominada M170, el CJ-6 civil hizo su debut en 1955 como modelo de 1956. Era una versión alargada del CJ-5, con una distancia entre ejes 20 plg (508 mm) más larga (101 pulgadas, 1955-1971 / 103,5 pulgadas, 1972-1981). El chasis extendido permitió una gran variedad de configuraciones, incluida la adición de una segunda fila de asientos. La versión militar M170 compartía muchas de las características del M38A1 (el CJ-5 militar), pero tenía la apertura de la puerta del pasajero extendida hasta el hueco de la rueda trasera. Al igual que en el CJ-5, las opciones de motor V6 y V8 aparecieron en 1965 y 1972.
El Servicio Forestal de los Estados Unidos utilizó los Jeeps CJ-6. Las ventas estadounidenses terminaron después de 1975, con la introducción del CJ-7. Se produjeron un total de 50.172 unidades cuando la serie dejó de producirse en 1981.
Dada su escasa popularidad en los Estados Unidos, la mayoría de los modelos CJ-6 se vendieron en Suecia y en América del Sur. También fue ensamblado en Sudáfrica por la subsidiaria local de Volkswagen, y en Israel por Kaiser en Haifa, y más tarde por las Industrias Automovilísticas de Israel en Nazaret.

## CJ-5A y CJ-6A
De 1964 a 1968, Kaiser elevó el Tuxedo Park de solo un paquete de equipamiento a un modelo separado para el CJ-5A y el CJ-6A. Un Tuxedo Park Mark IV tiene un prefijo diferente al de un CJ-5 normal, con un prefijo en su placa de serie de 8322 (y de 8422 para el CJ6a), mientras que el prefijo de un CJ-5 normal fue de 8305 de 1964 a 1971.

## CJ-7
El Jeep CJ-7 presentaba una distancia entre ejes 10 pulgadas más larga que la del CJ-5, con sus aberturas de entrada lateral curvadas parcialmente cuadradas para acomodar unas puertas con bisagras. La otra diferencia principal entre el CJ-5 y el CJ-7 era el chasis, que constaba de dos rieles de sección en C principales longitudinales paralelos. Para ayudar a mejorar el manejo y la estabilidad del vehículo, la sección trasera del chasis se adelantó para permitir que los resortes y los amortiguadores se montaran más cerca del exterior de la carrocería. Fue introducido para el año modelo de 1976, con 379.299 unidades construidas durante 11 años de producción.
Las opciones de transmisión incluían la caja de transferencia estándar de dos velocidades a tiempo parcial, otra automática y un nuevo sistema  automático 4x4 opcional llamado Quadra-Trac. Otras características incluyeron un techo rígido moldeado opcional y puertas de acero. El CJ-7 también estaba disponible en los modelos Renegade y Laredo. Distinguido por sus diferentes calcomanías de carrocería, el modelo Laredo presentaba asientos individuales de cuero con respaldo alto, un volante inclinable y un paquete cromado que incluía los parachoques, la cubierta de la parrilla delantera y los espejos laterales. También estaba disponible un diferencial trasero Trak-Lok opcional.
Los informes del CJ-7 fueron diferentes en cada tipo de motor: el motor diésel de 145 plg³ (2,4 L) se acopló al eje de relación 4.10 (tanto en el Renegade como en el Laredo), mientras que el de seis cilindros en línea de 258 pulgadas cúbicas y el cuatro cilindros de 150 pulgadas cúbicas utilizaban la relación 3.73. Los modelos con motor AMC V8 304 (producidos entre 1976 y 1981, que se convirtieron en parte de la versión Golden Eagle) utilizaron ejes de relación 3.55.
Se fabricó una versión con motor diésel en la fábrica de Ohio solo para exportación. Los motores fueron proporcionados por General Motors, los propietarios de Isuzu Motor Cars. La producción de esta versión diésel se mantuvo entre 1980 y 1982. Este modelo tenía el motor Isuzu C240, transmisión T176 y caja de transferencia Dana 300, aunque existen informes de que algunos se produjeron con el Dana 20. Típicamente, tenían ejes de vía estrecha de relación 4.1.
De 1976 a 1980, el CJ-7 vino equipado con una caja de transferencia Dana 20, un eje delantero Dana 30 (27 o 31 estrías) y un eje trasero AMC 20 de 29 estrías, mientras que en años posteriores, los paquetes Laredo agregaron tacómetro, parachoques cromados, ganchos de remolque y mejoras interiores que incluían asientos de cuero y reloj. En 1980, el Laredo se equipó por primera vez con un eje trasero AMC 20 hasta mediados de 1986, cuando se equipó con un Dana 44, y todos los CJ-7 de 1980 y posteriores venían con la caja de transferencia Dana 300.
El ejército canadiense recibió 195 unidades militarizadas del CJ-7 en 1985. Se pusieron en servicio como medida provisional entre el retiro del M38A1 y la introducción del Bombardier Iltis. Fueron catalogados por las Fuerzas Canadienses con el Código de Configuración de Equipo número 121526.
El CJ-7 continúa utilizándose en el deporte de las carreras de barro, ya sea con la carrocería original o con una réplica de fibra de vidrio. También se ha utilizado con éxito y ampliamente como favorito para las pruebas de recorrido entre rocas, mediante modificaciones simples o complejas. Estos últimos Jeeps producidos también se destacaron con una placa en el tablero de fábrica que decía: "Último de una gran raza: esta edición de coleccionista CJ finaliza una era que comenzó con el legendario Jeep de la Segunda Guerra Mundial".
Durante sus 11 años, el CJ-7 tuvo varios paquetes de equipamiento comunes:
- 1976-1986 Renegade (2.4D L6-2.5-4.2-5.0 AMC 304 V8)
- 1976-1980 Golden Eagle (5.0 AMC 304 V8)
- 1980 Golden Hawk (5.0 AMC 304 V8)
- 1980-1986 Laredo (2.4D-4.2 I6)

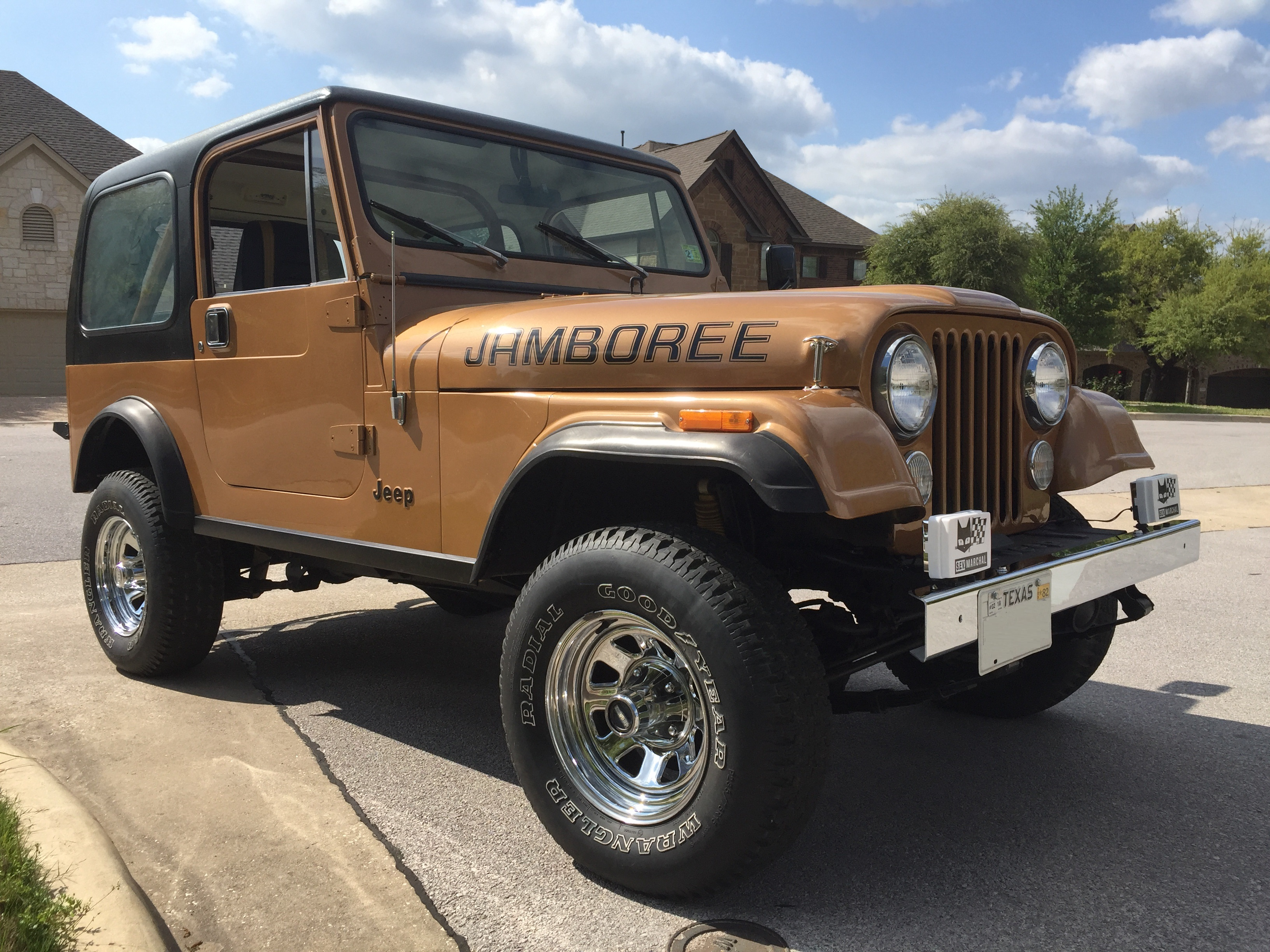
Jamboree Edición #0152 — Topaz Gold Metallic de 1982

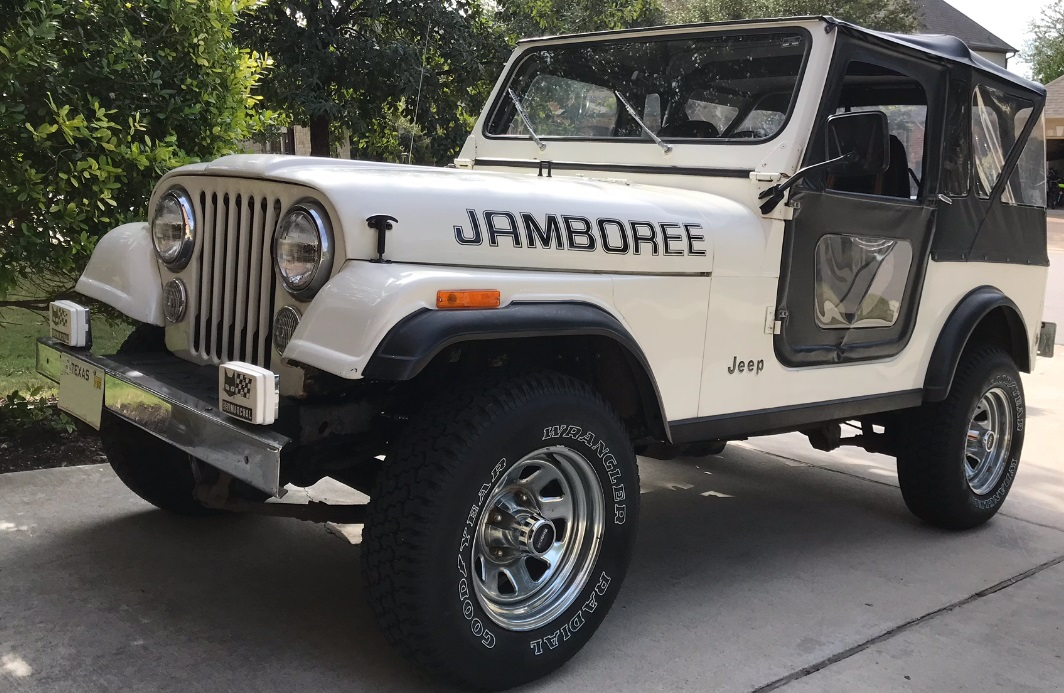
Jamboree Edición #0693 — Olympic White de 1982

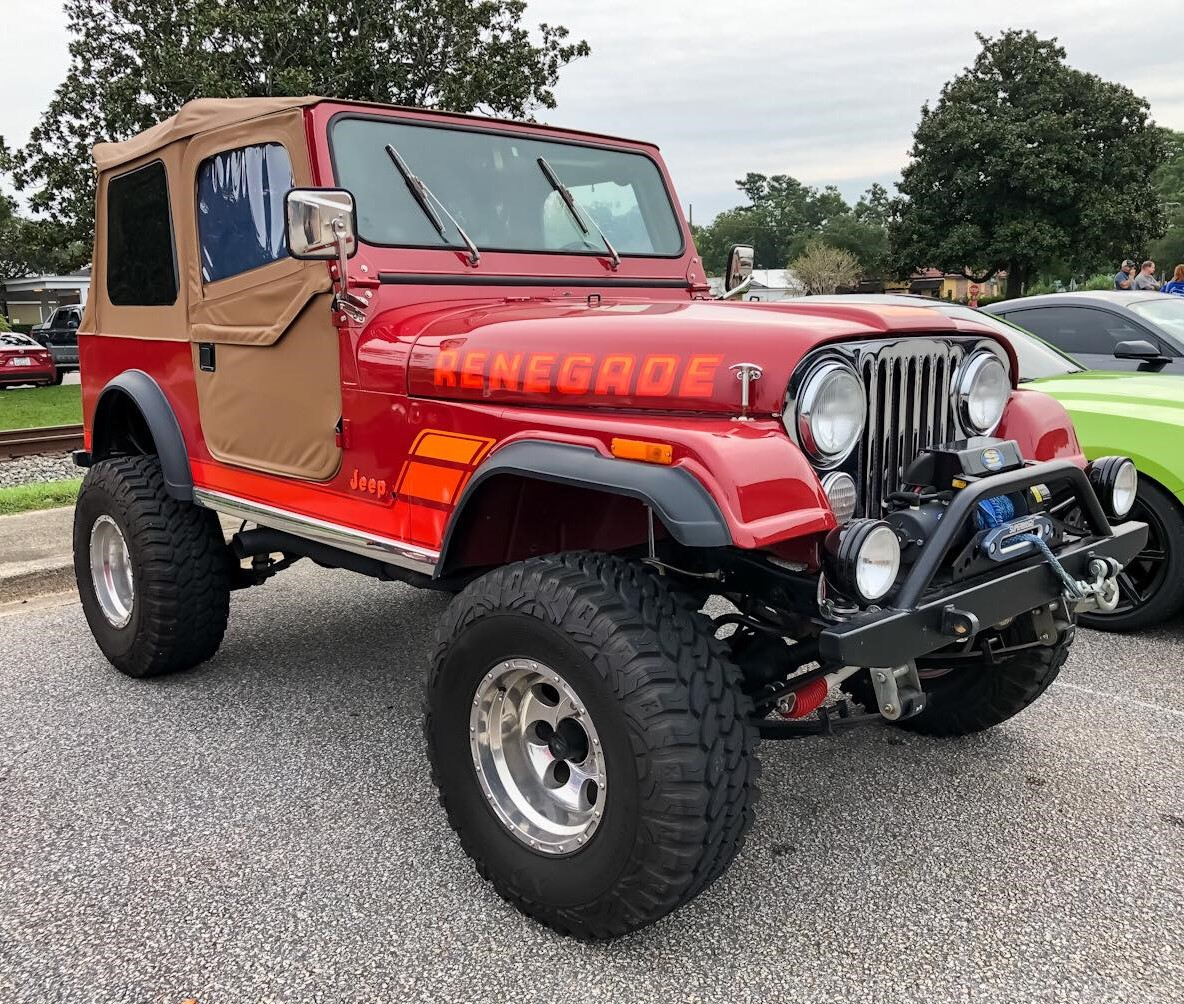
Jeep Renegade

Jeep también produjo dos paquetes CJ-7 de edición especial:
- 1982-1983 Limited (se construyeron 2500 unidades como modelo de lujo de producción limitada; 4.2-Litros I6 con T5 o transmisiones automáticas)
- 1982 Jamboree Conmemorative Edition (630 unidades numeradas construidas para el 30 aniversario del Rubicon Trail;[76] 4.2L). Con solo 630 unidades producidas (560 Topaz Gold Metallic y 70 Olympic White), el CJ-7 Jamboree es el CJ-7 más raro jamás construido y uno de los Jeeps más raros de todos los tiempos. El Jamboree está en la misma clase de rareza de producción que el CJ-5 Renegade-II de 1971. Es el CJ con más opciones jamás construido; fue el Rubicón de su época. Todas las unidades se numeraron de forma única a través de una placa; es el único Jeep AMC que ha sido numerado.[76]

Motores
- 150 plg³ (2,5 L) AMC I4
- 151 plg³ (2,5 L) GM Iron Duke I4
- 232 plg³ (3,8 L) AMC I6
- 258 plg³ (4,2 L) AMC I6 99,4 CV (73 kW; 98 HP), 261 N·m (193 lb·pie)
- 304 plg³ (5 L) AMC V8 127 CV (93 kW; 125 HP), 296 N·m (218 lb·pie)[75]
- 145 plg³ (2,4 L) Isuzu diésel C240

Transmisiones
- Warner T-18 (cuatro velocidades con Dana 20 1976-1979) (existen adaptadores de posventa con Dana 300, pero no era una opción de fábrica) (también conocida como una de tres velocidades con reductora)
- Borg-Warner T-4 (cuatro velocidades con Dana 300)
- Borg-Warner T-5 (cinco velocidades con Dana 300)
- Tremec T-150 (transmisión manual de tres velocidades con Dana 20 1976-1979)
- Tremec T-176 (manual de cuatro velocidades con Dana 300)
- Borg-Warner SR-4 (cuatro velocidades con Dana 300)
- GM TH-400 (automática de tres velocidades con BW QuadraTrac #1339)
- TF-999 (transmisión automática de tres velocidades - 4.2 L con Dana 300)
- TF-904 (transmisión automática de tres velocidades - 2.5 L con Dana 300)

Cajas de transferencia
- Dana 20 (1976-1979)
- Dana 300 (1980-1986)
- Borg-Warner #1339 (1976–1979)

Ejes
- Dana 30 delantera vía estrecha (1976–1981)
- Dana 30 delantera vía ancha (1982–1986)
- AMC 20 trasera vía estrecha y de 2 piezas (1976–1981)
- Diferencial trasero compensado de vía estrecha AMC 20 de 2 piezas (1976–1979), solo para vehículos equipados con QuadraTrac n.° 1339
- AMC 20 trasera vía ancha y de 2 piezas (1982–1986)
- Dana 44 trasera de vía ancha (mediados de año 1986)

## Scrambler (CJ-8)

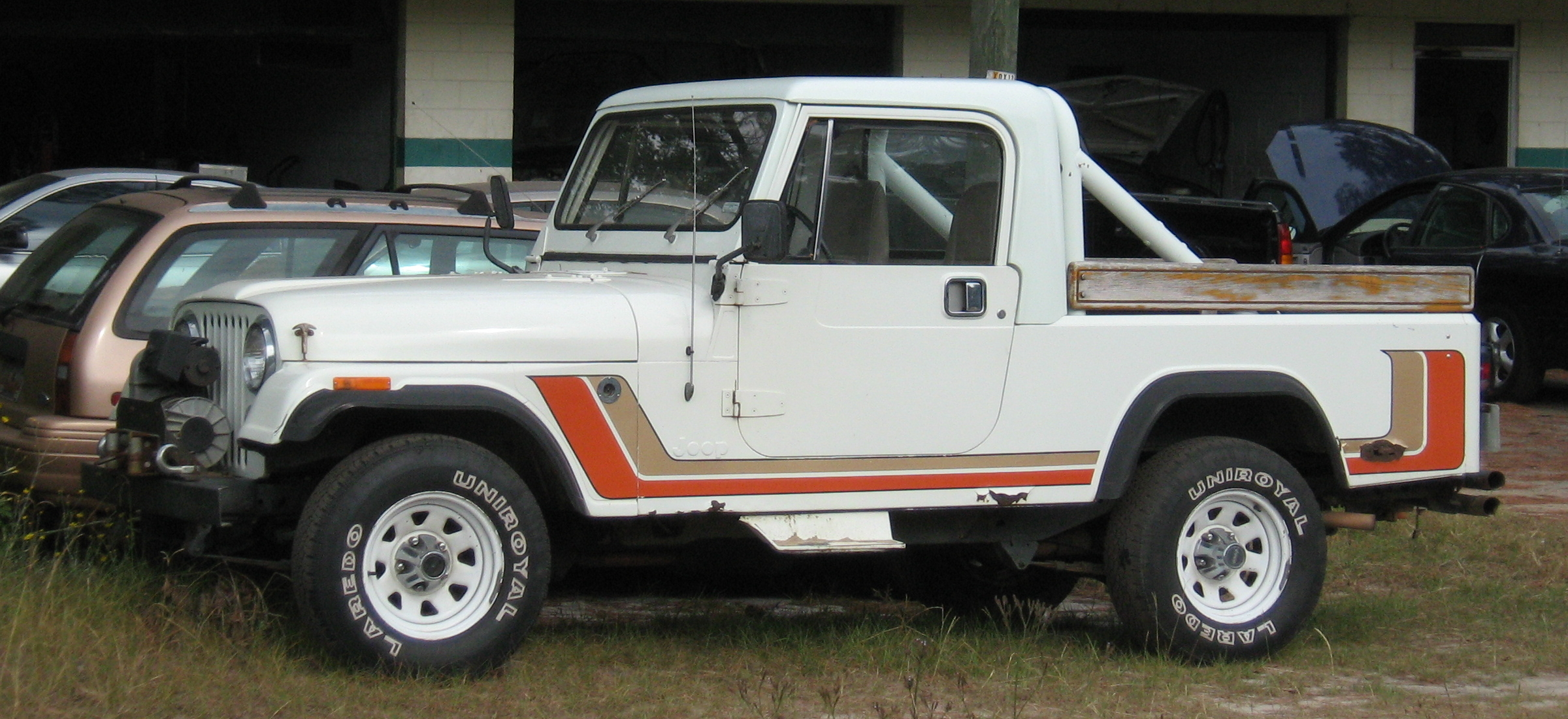
Jeep Scrambler (CJ-8)

El Jeep Scrambler CJ-8 era una versión de batalla larga del CJ-7, presentado en 1981 y fabricado hasta 1986. Presentaba una distancia entre ejes de 103,5 plg (2629 mm) y una media cabina desmontable, creando una pequeña caja de estilo pick-up en lugar de usar una caja de camioneta separada. Los CJ-8 utilizaron la caja de transferencia tradicional con cubos de bloqueo frontal manual para activar la tracción en las cuatro ruedas. La mayoría tenía una transmisión manual de cuatro o cinco velocidades, pero la transmisión automática de tres velocidades era una opción.
El término "Scrambler" proviene de un paquete de apariencia con el que estaban equipados muchos CJ-8, que incluía bandas de color y ruedas especiales. El ex Presidente Ronald Reagan era dueño de una Scrambler "CJ-8" y la usaba en su rancho de California.

### Servicio postal de Alaska
Se fabricó un CJ-8 de techo rígido de acero de longitud completa para el Servicio Postal de Alaska, con volante a la derecha y transmisiones automáticas. En lugar del portón trasero, el techo rígido de acero usaba una puerta con bisagras que se abría hacia atrás. Solo se produjeron y vendieron 230 unidades en los EE. UU. También se vendió ampliamente en Venezuela y Australia como CJ8 Overlander, con pequeñas diferencias, incluidas las ventanas traseras de cuerpo entero en el Overlander. Los techos rígidos de acero utilizados en estos Scrambler y Overlander postales se conocían como techos "World Cab".

### Producción
Unidades producidas cada año:
| Año        | 1981  | 1982  | 1983  | 1984 | 1985  | 1986 | Total acumulado |
| ---------- | ----- | ----- | ----- | ---- | ----- | ---- | --------------- |
| Producción | 8.355 | 7.759 | 5.405 | 413  | 2.015 | 128  | 24.075          |

"Existe cierto debate sobre si los modelos de 1986 eran unidades sobrantes del modelo del año anterior".

## CJ-10
El Jeep CJ-10 era un pickup con carrocería CJ basado en una camioneta Jeep J10 muy modificada. Producido entre 1981 y 1985, fue vendido y diseñado para mercados de exportación, en particular Australia. Presentaba faros rectangulares montados en los guardabarros y una parrilla de diez ranuras, mientras que todos los demás Jeeps CJ tenían una parrilla de siete ranuras. El CJ-10 podría tener una capota dura o blanda. La camioneta podía estar equipada para transportar una carga de 5900 lb (2676,2 kg) o de 6700 lb (3039,1 kg). Se ofrecieron tres motores: un motor diésel de seis cilindros y 198 plg³ (3,2 L) fabricado por Nissan; un motor de cuatro cilindros y 151 plg³ (2,5 L) fabricado por AMC; o un motor de seis cilindros y 258 plg³ (4,2 L) fabricado por AMC. La transmisión procedía en gran parte de las camionetas más grandes de la serie J, que constaba de una transmisión manual Tremec T177 de cuatro velocidades o una transmisión automática TorqueFlite A727 de tres velocidades, una caja de transferencia New Process 208, un diferencial delantero semiflotante Dana 44 y un semirremolque diferencial trasero flotante Dana 44 o Dana 60, según el peso máximo autorizado. La importación del CJ-10 a Australia finalizó en 1985 con la caída del valor del dólar australiano, lo que provocó que el vehículo fuera significativamente más costoso que sus competidores.

## CJ-10A
El Jeep CJ-10A era un remolcador de aviones de línea basado en el CJ-10. Producido en México de 1984 a 1986, fue utilizado por la Fuerza Aérea de los Estados Unidos como un remolcador de aeronaves. Era un diseño de parte trasera recortada 4x2. Se produjeron alrededor de 2300 unidades.